# Партийный бетон
«Партийный бетон» (пол. Partyjny beton) — польский политический термин-клише 1980-х годов, обозначал ортодоксально-коммунистическое и консервативно-догматическое крыло правящей компартии ПОРП. Возник в контексте противостояния номенклатуры ПОРП с профсоюзом «Солидарность». Деятели «бетона» выступали с позиций марксизма-ленинизма и сталинизма, отстаивали полновластие ПОРП и принципы коммунистического государства, требовали силового подавления «Солидарности», активно проводили репрессивную политику военного положения, противодействовали партийным реформаторам. В 1988—1989 «бетон» потерпел полное поражение. После самороспуска ПОРП и преобразования ПНР в Третью Речь Посполитую прекратил политическое существование.

## Предыстория

### Противоречия раннего периода
Термин «партийный бетон» связан с политической борьбой в ПНР 1980-х годов и никогда не употреблялся вне этого контекста. Однако в польском коммунистическом движении изначально отмечались расхождения и конфликты между жёстко догматичными и более умеренными течениями.
Историческими предтечами «бетона» в КРПП и КПП являлись Юлиан Лещинский-Ленский и его сторонники. Большинство КРПП во главе с Адольфом Варским ориентировалось на широкий фронт социалистических сил и считало необходимым учитывать польские национальные черты. Ленский и его группа занимали «сектантскую» позицию, полностью ориентировались на Коминтерн и сталинский СССР. (Несмотря на разногласия, и Варский, и Ленский были расстреляны НКВД в ходе Большого террора.) В ППР линию догматично-просоветскую линию Ленского продолжали партийный идеолог Леон Касман и партийный силовик Якуб Берман.

### Конфликты 1940—1960-х
В 1944 коммунистическая ППР пришла к власти при советской военно-политической поддержке. В Польше установился репрессивный режим сталинистского толка. Правящий триумвират в составе Болеслава Берута, Якуба Бермана, Хилари Минца стоял на жёстких позициях партократии и этатизма. Не случайно этот период впоследствии рассматривался как политический идеал «бетона».
После смерти Берута и польской десталинизации, проведённой в 1956 под руководством Владислава Гомулки, догматическую тенденцию в ПОРП продолжала фракция «Натолинцы». Эту группу возглавляли члены Политбюро Францишек Юзвяк и Францишек Мазур. «Натолинцы» резко критиковали «либерализм и оппортунизм», выступали за реставрацию сталинистской системы, огосударствление хозяйства, централизацию управления, идеологизацию культуры, репрессивное подавление инакомыслия, преследование польской католической церкви. В 1960-х этот курс продолжала фракция «Партизаны», во главе которой стоял член Политбюро и секретарь ЦК Мечислав Мочар. Здесь проявился также национал-коммунистический уклон и выраженная антисемитская тенденция. «Натолинцы» рассматривались как польский аналог албанского ходжаизма, «партизаны» — румынского чаушизма и советских шелепинцев.
Наиболее радикальные сталинисты — бывший начальник канцелярии Берута и руководитель аппарата правительства Казимеж Мияль, бывший глава Комитета общественной безопасности Владислав Двораковский, бывший заведующий сельхозотделом ЦК Хилари Хехловский — перешли к нелегальным формам политической борьбы и создали подпольную компартию. Мияль перебрался в НРА, затем в КНР.
Постепенно на позиции «бетона» сдвигался сам Гомулка и его окружение. Главным выразителем этой тенденции являлся секретарь ЦК по идеологии Зенон Клишко. Это выразилось в антисемитской и антиинтеллигентской кампании 1968 и особенно в военном подавлении рабочих протестов 1970.

### «Эра Герека»
В 1970-х при правлении Эдварда Герека в руководстве ПОРП доминировала «либеральная» линия — социальное маневрирование вместо прямого государственного насилия, стимулирование роста уровня жизни за счёт советских субсидий и западных кредитов, снижение уровня репрессивности, допущение некоторой дискуссионности в культуре и общественной жизни. Были выведены из Политбюро политические организаторы декабрьского кровопролития Владислав Гомулка, Зенон Клишко, Мариан Спыхальский, Мечислав Мочар, Станислав Кочёлек, Игнацы Лога-Совинский. Но значительная часть партийно-государственного аппарата негативно относилась к такой политике. Этому способствовала и тупиковость экономического курса, обозначившаяся уже в середине 1970-х, и постепенный рост социальной напряжённости. Рубежом стали крупные забастовки лета 1976. Создание КОС-КОР и нелегальных профсоюзов обозначило крайне опасную для режима тенденцию — соединения интеллигентского диссидентства с рабочим протестом.
Консервативно-догматичные функционеры ностальгировали по временами начала 1950-х и конца 1960-х. Этот конфликт имел несколько публичных выражений.
В начале 1977 было распространено воззвание, названное «Письмо 2000». Инициатором выступил партийный журналист и киносценарист Рышард Гонтаж, его поддержали известные кинематографисты Богдан Поремба, Рышард Филипский, Анджей Охальский. Гонтаж, бывший офицер МОБ и сексот госбезопасности, активно участвовал в антисемитской кампании 1968. Поремба, Филипский и Охальский политически стояли на позициях, сходных с национал-коммунизмом. В «Письме 2000» они призывали «возродить социализм соединением с патриотизмом», осуждали КОС-КОР за связь с «западными империалистическими центрами и международным сионизмом». При этом они как бы отмежёвывались от сталинизма: диссидентов называли «политиками сталинских лет, создававшими тогда карикатурную модель социализма и обманом удержавшими власть после переворота 1956 года» (очевидный намёк на метаморфозы «пулавян»).
Далее шла резкая критика руководства ПОРП — за «удивительный либерализм к антинациональным и антисоциалистическим силам, коррупцию, кумовство, неравенство перед законом, самовосхваление в пропаганде, игнорирование конструктивной критики, искажение сути событий июня 1976 года». Существенно, что «Письмо 2000» выдерживалось не в сталинистской, а как бы в демократической тональности. Это могло вызвать даже удивление, учитывая взгляды и политический генезис Гонтажа. Авторы требовали не только пресечь коррупцию и частное обогащение, но и утвердить равенство перед законом, восстановить «ленинские принципы внутрипартийной демократии и народовластия». Выражалось даже определённое понимание рабочих протестов (хотя в очень сдержанной форме). Авторы оговаривались, что «не желают репрессий» — но требовали «политических мер» против КОС-КОР, а главное, против «тех, кто на управленческих должностях защищает от разоблачений антипольские силы». В целом текст содержал определённое предвидение скорого политического кризиса.
«Письмо 2000» вызвало крупный политический скандал. Безотносительно к фразеологии, оно было воспринято как акция внутренней номенклатурной борьбы. Герек и его окружение резонно посчитали воззвание атакой не столько на КОС-КОР, сколько на себя. Они приписали инспирирование сталинистам Францишеку Шляхцицу, Мечиславу Мочару и Стефану Ольшовскому (вице-премьер Ян Шидляк характеризовал Мочара и Ольшовского как «двух фашистов»). Над Гонтажем и его соавторами нависла угроза преследования. Однако им оказал негласную поддержку второй секретарь ЦК Станислав Каня, партийный куратор административных и карательных органов. Каня не был идейным единомышленником Гонтажа, но считал сохранение антигерековской фронды целесообразным для своих аппаратных интересов. Покровительство авторам «Письма 2000» оказал и секретарь ЦК Ольшовский.
На пленуме ЦК ПОРП в декабре 1978 первый секретарь Конинского воеводского комитета ПОРП Тадеуш Грабский вновь жёстко критиковал Герека — за провальную социально-экономическую политику («очереди как 35 лет назад»), излишний либерализм в отношении диссидентства и костёла, чрезмерное сближение с Западом. Эта речь, беспрецедентная для правящих компартий, имела серьёзный резонанс. Герек отстранил Грабского с партийного поста. Однако это выступление отразило серьёзное недовольство партаппарата политикой первого секретаря.
В октябре 1979, в порядке партийной дискуссии перед VIII съездом ПОРП, появилось «Письмо 44-х», подписанное видными деятелями науки и культуры. Среди подписавших вновь были Гонтаж, Поремба и Филипский, кинематографисты Зигмунт Малянович, Войцех Бжозович, Збигнев Кузминьский, Ежи Брашка, Анджей Козак, филолог-славист Базыли Бялокозович, строитель-передовик и писатель Михал Краевский, историк Ян Борковский, художник Генрик Депчик, искусствовед Лех Грабовский, академик-химик Ежи Гжимек, инженер-строитель Ян Карчевский, поэтесса Божена Кшивоблоцкая, скульптор Мирослав Сморчевский. Теперь тональность была уже значительно жёстче «Письма 2000». Антисталинизма и заботы о демократии уже не проявлялось. Авторы с тревогой отмечали «идеологическое противостояние в культуре и усиление чуждых социализму моделей», резко критиковали таких деятелей, как Анджей Вайда и Славомир Мрожек, жаловались на «дискриминацию преданных делу коммунизма», выражали недовольство «бездействием идейно неустойчивых и некомпетентных чиновников». Они призвали усилить партийно-идеологический контроль над культурой, учредить «клубы марксистской интеллигенции» при воеводских комитетах ПОРП.

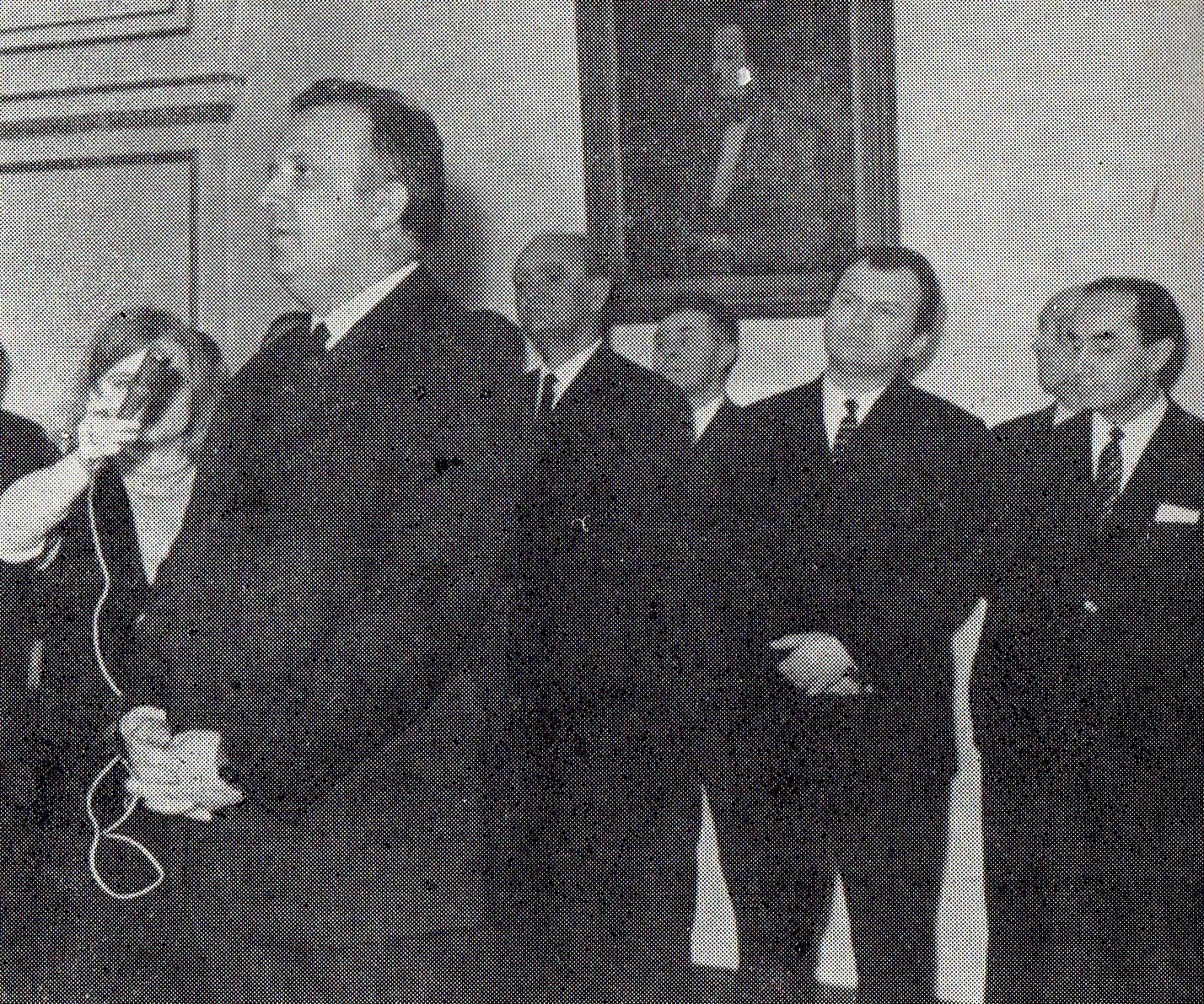

Главным выразителем «бетонных» тенденций в партийно-государственной верхушке являлся Стефан Ольшовский — член Политбюро и секретарь ЦК ПОРП, бывший и будущий министр иностранных дел ПНР. Он был причастен к декабрьскому кровопролитию 1970 года, но оказался единственным из тогдашних высших руководителей, сохранившим все позиции после отстранения Гомулки (отчасти это объяснялось его сравнительной молодостью). Крайний идеологический догматизм Ольшовского привел к конфликту с Гереком. На VIII съезде ПОРП в феврале 1980 года Ольшовский был выведен из Политбюро и Секретариата ЦК и оправлен послом в ГДР — что само по себе демонстрировало его политическую ориентацию. Однако менее чем через полгода он вернулся на прежние посты. Герек даже предлагал ему возглавить Совет министров ПНР, но Ольшовский отказался, предпочитая выждать и определиться в ситуации.

## Формирование в 1980
Летом 1980 в Польше развернулось мощное забастовочное движение. В Гданьске на судоверфи имени Ленина был создан Межзаводской забастовочный комитет, председателем избран электрик Лех Валенса. Явочным порядком происходила легализация оппозиционных организаций и диссидентских групп, прежде всего КОС-КОР.
Силовое решение на этот раз было отвергнуто. Руководство ПОРП и правительство ПНР заключили Августовские соглашения и согласились на создание независимого профсоюза Солидарность. ПОРП заявила о готовности к диалогу с обществом. Произошла смена высшего партийного руководства. Эдвард Герек был отстранён под предлогом «тяжёлой болезни». Первым секретарём ЦК ПОРП стал Станислав Каня. Его позиция в небывалых условиях изначально характеризовалась как слабая и растерянная. Деморализация сверху охватывала весь аппарат и актив ПОРП.
Эти события вызвали тревогу, недовольство и противодействие бенефициаров коммунистического государства из догматичного крыла номенклатуры и аффилированных социальных групп. В аппарате ПОРП, государственных органах, силовых структурах, общественных организациях, средствах массовой информации стали быстро формироваться структуры «партийного бетона». Доктринальной основной являлись четыре установки: незыблемость строя реального социализма, неуклонное следование идеологии марксизма-ленинизма, руководящая роль ПОРП в общественно-политической системе, военно-политический союз с СССР. Совокупность этих позиций определялась в стране как догматизм, в просторечии — «бетон». Термин «бетон» использовали в самой негативной коннотации не только противники режима ПОРП, но и его руководители — генералы Войцех Ярузельский и Чеслав Кищак.
Ортодоксальные коммунисты, в том числе партийные чиновники, охотно присоединялись к критике отставленного Эдварда Герека и его ближайшего окружения (Пётр Ярошевич, Здзислав Грудзень, Ежи Лукашевич, Тадеуш Вжащик и другие). Они резко осуждали коррупцию, злоупотребления и некомпетентность, признавали справедливость рабочего протеста против этих явлений. Тадеуш Грабский возглавил специальную комиссию ЦК по расследованию злоупотреблений герековского периода. Выдвигались даже популистские лозунги снижения окладов и отмены привилегий аппаратных функционеров. Эти требования, однако, не заходили дальше риторики — так, возвращённый к партийному руководству первый секретарь Варшавского комитета ПОРП Станислав Кочёлек своим распоряжением выделил квартиру повышенной комфортности отставленному Здзиславу Грудзеню.
Однако главные претензии «бетона» состояли совсем в другом. Правление Герека осуждали за «либерализм», смягчение карательной политики в отношении диссидентства и костёла, ослабление идеологического контроля в культуре, принятие западных кредитов. Выход из кризиса виделся не на путях социалистической демократизации и общественного диалога (как в официальных партийных заявлениях), а в усилении партийной диктатуры, карательных органов и армейского влияния на власть, в жёсткой цензуре, подавлении оппозиции и инакомыслия, разрыве связей с западными странами и укреплении союза с СССР. Тем самым фактически воспроизводились давние установки «натолинцев» и «партизан».
Само существование независимого самоуправляемого профсоюза подрывало основы партократии. Поэтому «Солидарность» неизбежно превращалась в главного врага «партийного бетона». Конфронтация была неизбежна, вопрос состоял только в её сроках и формах.

## Структура

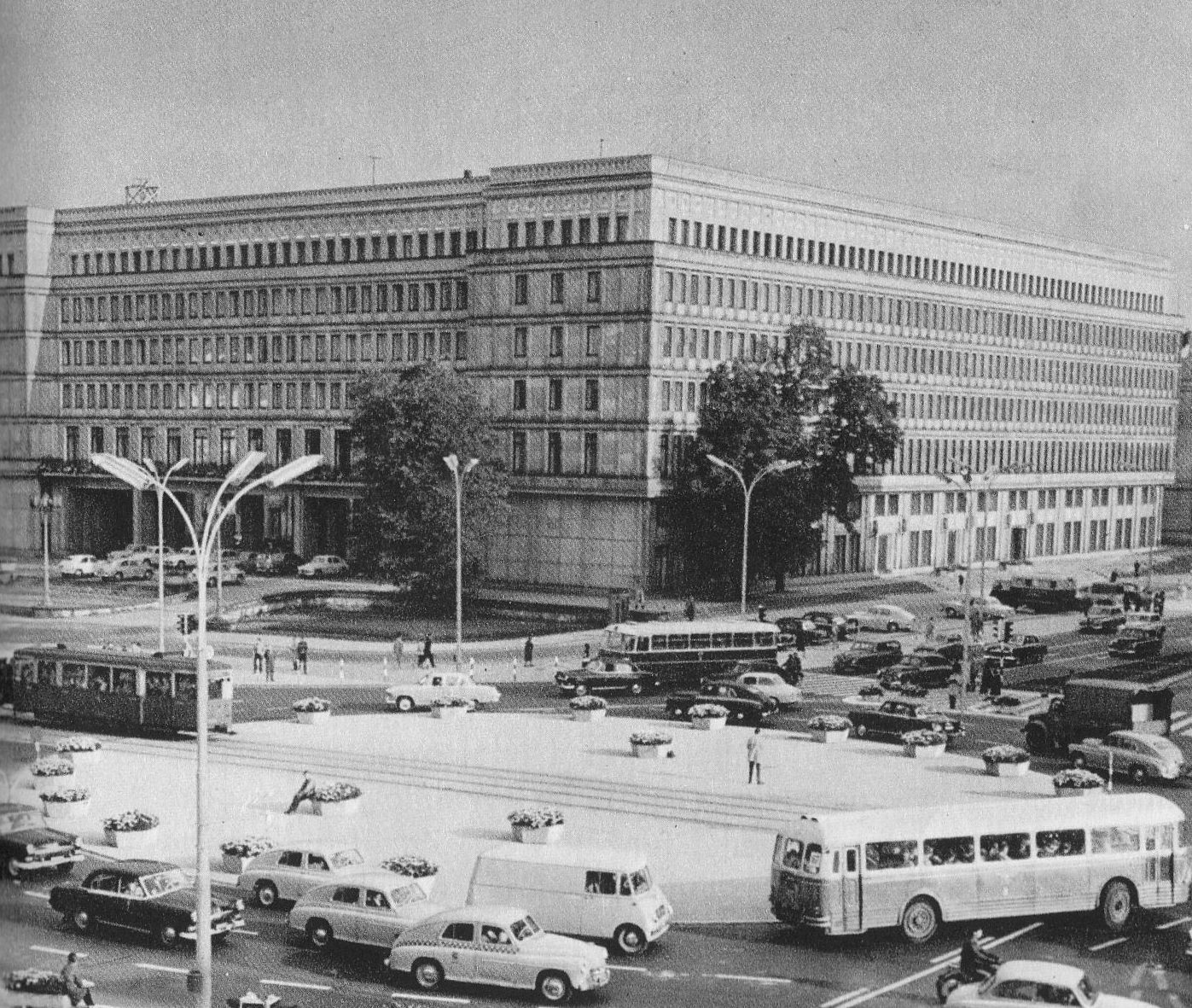
Здание ЦК ПОРП в Варшаве

### Партийное руководство
К середине 1981 лидерами «партийного бетона» являлись
- Тадеуш Грабский — с декабря 1980 по июль 1981 член Политбюро, секретарь ЦК ПОРП, куратор партаппарата
- Стефан Ольшовский — с августа 1980 вновь член Политбюро, секретарь ЦК ПОРП, куратор идеологии, министр иностранных дел ПНР
- Анджей Жабиньский — с сентября 1980 член Политбюро, первый секретарь Катовицкого воеводского комитета ПОРП
- Мирослав Милевский — с сентября по июль 1981 министр внутренних дел ПНР, с июля член Политбюро, секретарь ЦК ПОРП, куратор правоохраны и госбезопасности

Из наиболее заметных функционеров следующего эшелона к ним примыкали
- Станислав Кочёлек — с ноября 1980 вновь первый секретарь Варшавского комитета ПОРП
- Мечислав Мочар — с декабря 1980 вновь член Политбюро ЦК ПОРП
- Здзислав Куровский — с сентября 1980 секретарь ЦК ПОРП по кадровой политике
- Казимеж Цыпрыняк — с ноября 1980 первый секретарь Щецинского воеводского комитета ПОРП, с апреля 1981 секретарь ЦК ПОРП, с июля заведующий организационным отделом ЦК
- Влодзимеж Мокжищак — с июля 1981 кандидат в члены Политбюро ЦК ПОРП, с октября секретарь ЦК, в мае-ноябре 1981 первый секретарь Ольштынского воеводского комитета ПОРП
- Альбин Сивак — с сентября 1980 кандидат, с июля 1981 член Политбюро ЦК ПОРП, заместитель председателя официального профсоюза строителей
- Владислав Кручек — с февраля 1980 председатель Центральной комиссии партконтроля ЦК ПОРП, член Госсовета ПНР
- Роман Ней — с декабря 1980 кандидат в члены Политбюро, секретарь ЦК ПОРП, куратор образования
- Ежи Ващук — с августа 1980 кандидат в члены Политбюро ЦК ПОРП
- Януш Прокопяк — до марта 1981 первый секретарь Радомского воеводского комитета ПОРП, член ЦК ПОРП
- Зыгмунт Найдовский — с октября 1980 первый секретарь Торуньского воеводского комитета ПОРП, бывший министр культуры ПНР
- Михал Атлас — с апреля 1980 заведующий административным отделом ЦК ПОРП
- Вацлав Пёнтковский — с декабря 1977 заведующий иностранным отделом ЦК ПОРП.

Почти все они (за исключением чиновников второго ряда Прокопяка, Атласа и Пёнтковского) были введены в высшие органы партийной и государственной власти после августа 1980. Некоторые из них ранее уже состояли в Политбюро, Секретариате и Совмине: Мочар и Кочёлек, лично причастные к кровопролитию 1970/1971 были отстранены при Гереке, но возвращены для противостояния с «Солидарностью». Исключение составлял Ольшовский — несмотря на участие в тех событиях, он почти не покидал партийной верхушки с 1968.
Далеко не все польские коммунисты, даже не вся номенклатура, принадлежали к «бетону». Около миллиона членов трёхмиллионной ПОРП одновременно состояли в «Солидарности». Многие первичные парторганизации, особенно на промышленных предприятиях, с энтузиазмом принимали перемены. Создавались «горизонтальные структуры» — партийные клубы еврокоммунистического толка, склонные к реформаторству и сотрудничеству с «Солидарностью» (краковская «Кузница» существовала с 1975).
Большинство партийных функционеров колебались сообразно меняющимся обстоятельствам — это считалось «центристской» позицией. Олицетворением «центризма» выступали новый первый секретарь ЦК ПОРП Станислав Каня и влиятельный член Политбюро секретарь ЦК по социальной политике Казимеж Барциковский.
Активно было «либеральное» крыло, ориентированное на реформы, демократизацию и диалог с «Солидарностью» (чаще, правда, на уровне риторики). Крупнейшими представителями этого направления были вице-премьер по делам профсоюзов Мечислав Раковский, заведующий отделом печати, радио и телевидения ЦК Юзеф Класа, первый секретарь Гданьского воеводского комитета Тадеуш Фишбах, первый секретарь Познанского воеводского комитета Эдвард Скшипчак. Директор варшавского Института фундаментальных проблем марксизма-ленинизма Анджей Верблан, член Политбюро и секретарь ЦК до декабря 1980, выступал покровителем «горизонтальных структур».
Однако позиция «бетона» была наиболее воспринимаемой в партийно-государственном аппарате. «Центристы» с готовностью переходили к этому курсу, оказывали поддержку его лидерам.

### Силовые ведомства

#### МВД
В системе МВД, объединявшей Гражданскую милицию и Службу безопасности (СБ), «бетон» возглавляли
- генерал дивизии Мирослав Милевский — министр внутренних дел (до июля 1981)
- генерал дивизии Богуслав Стахура — заместитель министра, начальник СБ (до ноября 1981)
- генерал дивизии Владислав Цястонь — начальник СБ (с ноября 1981)

Наиболее открыто позиционировались в этом качестве
- полковник Генрик Вальчиньский — начальник III департамента МВД (борьба с политической оппозицией)
- генерал бригады Зенон Платек — начальник IV департамента МВД (контроль над церковью)
- генерал бригады Юзеф Сасин — начальник V (IIIA) департамента МВД (контроль над промышленностью)
- генерал бригады Станислав Зачковский — главный комендант милиции (до октября 1981)
- генерал бригады Адам Кшиштопорский — заместитель госсекретаря в ранге заместителя министра
- генерал бригады Ежи Цвек — столичный (варшавский) комендант милиции
- полковник Ежи Анджеевский — Гданьский воеводский комендант милиции
- полковник Ежи Груба — Катовицкий воеводский комендант милиции
- полковник Ярослав Верниковский — заместитель коменданта, с декабря 1981 Щецинский воеводский комендант милиции
- полковник Юзеф Коздра — Быдгощский воеводский комендант милиции
- полковник Генрик Зашкевич — Познанский воеводский комендант милиции
- полковник Юлиан Урантувка — Опольский воеводский комендант милиции
- полковник Мариан Мозгава — Радомский воеводский комендант милиции
- полковник Тадеуш Валихновский — комендант Академии МВД, член ЦК ПОРП (с июля 1981)

Около 20 % сотрудников вступали и поддерживали Профсоюз сотрудников гражданской милиции. Обычно это были милиционеры патрульной службы, следственных органов, уголовного розыска, департамента борьбы с экономическими преступлениями. Органы политического сыска СБ и карательные спецподразделения ЗОМО остались не затронуты этим движением. (Сторонники «Солидарности» в госбезопасности встречались: капитан Адам Ходыш в Гданьске, капитан Мариан Харукевич во Вроцлаве даже создали подпольные группы — но такие случаи были совершенно исключительными.) В общем и целом система МВД была полностью управляема партийным руководством.

#### Армия
Командование Народного Войска Польского обычно воздерживалось от открытых политических выступлений. Однако войсковое командование занимало жёстко «бетонную» позицию. Вооружённые силы ПНР являлись «оазисом идеологической стабильности» — партийного полновластия, государственной дисциплины, марксизма-ленинизма, атеизма и ориентации на СССР. Армейские генералы готовы были к установлению военного режима и даже требовали от чинов МВД соответствия армейской дисциплине. (При этом граждане ПНР, в том числе члены «Солидарности», с уважением относились к польской армии и были уверены в её единстве с народом.).
Генерал армии Войцех Ярузельский — министр национальной обороны, с февраля 1981 председатель Совмина ПНР — позиционировался как «центрист». Он ставил в приоритет интересы государственной стабильности, но выражал согласие на диалог с обществом. С октября 1981, заняв пост первого секретаря ЦК ПОРП, Ярузельский быстро эволюционировал в направлении «бетона». Аналогичные позиции занимали его заместители генералы брони Флориан Сивицкий, Юзеф Урбанович, Тадеуш Тучапский, Мечислав Обедзиньский, командующий ВМФ адмирал Людвик Янчишин.
Наиболее откровенными деятелями военного «бетона» (они рассматривались как «московская фракция») являлись
- генерал брони Эугениуш Мольчик — заместитель министра национальной обороны, главный инспектор по подготовке, заместитель командующего Объединёнными вооружёнными силами Варшавского договора
- генерал дивизии Юзеф Барыла — заместитель министра национальной обороны, начальник Главного политического управления Народного Войска Польского
- генерал бригады Эдвард Лукасик — заместитель командующего ВВС по политической части
- генерал бригады Норберт Михта — руководитель представительства министерства национальной обороны в Польской академии наук

Политическим центром притяжения армейского «бетона» был
- генерал брони Влодзимеж Савчук — член ЦК ПОРП, бывший заместитель министра национальной обороны и начальник Главного политического управления Народного Войска Польского. В мае 1980 Савчук был отстранён от командной должности, но сохранил значительный авторитет в генералитете и офицерстве.

На особом положении находилась Военная внутренняя служба (WSW) — армейский орган контрразведки, безопасности и поддержания дисциплины. Эта структура была замкнута на Ярузельского и считалась его личной «преторианской гвардией». Офицеры этой службы контролировали положение в силовых структурах, вели наблюдение за функционерами партаппарата. Возглавляли службу ближайшие сподвижники Ярузельского — генералы дивизии Чеслав Кищак (с июля 1981 министр внутренних дел) и Эдвард Порадко.

### Аффилированные организации
Движение «Солидарность» охватывало подавляющее большинство польского рабочего класса, преобладало в технической, научной и творческой интеллигенции. Но заметная часть общества была аффилирована с ПОРП и принимала государственный строй ПНР. Это касалось прежде всего госслужащих, хозяйственных кадров, функционеров официозных профсоюзов, легальных и нелегальных единоличников, гуманитарной интеллигенции. Они были обеспокоены за свой социальный статус, доходы, привычные воззрения и резко враждебны «Солидарности».
По мере активизации номенклатурного «бетона» стали создаваться группы ортодоксально-коммунистической общественности. Наибольшую активность проявляли представители идеологизированной гуманитарной интеллигенции. Руководителями обычно становились марксистско-ленинские философы, партийные журналисты, литераторы и кинематографисты соцреализма (хотя номинально первыми лицами иногда назначались представители «рабочей аристократии» или отставные военные). Именно эти социальные слои, наряду с самой консервативной частью партийно-государственного аппарата и ветеранами ППР/ПОРП, формировали социальную базу «бетона». Побуждение создавал страх за своё положение и за «привычную картину мира».
Из этих групп наибольшую активность проявляли
- Варшава 80, «клуб партийной творческой интеллигенции», опиралась на многочисленный в столице слой отставных партийных функционеров, чинов армии и милиции, а также действующих журналистов и лекторов идеологического аппарата. Председателем «клуба» был философ Тадеуш Ярошевский, влиятельным руководителем — генерал Норберт Михта. Заседания проводились в знаменитом столичном книжном магазине Uniwersus. Группа отстаивала принцип руководящей роли ПОРП, призывала восстановить в партийной политике «истинный марксизм-ленинизм». Организация создала секции на нескольких промышленных предприятиях и пыталась противодействовать заводским ячейкам «Солидарности» — впрочем, очень малоуспешно. Открытое покровительство оказывал Станислав Кочёлек.
- Катовицкий партийный форум (KFP) отличался наибольшей активностью и агрессивностью. Опиралась группа на идеологических функционеров и среднее звено партийно-государственного аппарата. Лидером являлся философ Всеволод Волчев (номинальным председателем был шахтёр-«ударник» Герард Габрысь, в апреле-июле 1981 член Политбюро). Идеология KFP основывалась на откровенном сталинизме, политическим идеалом почти открыто назывались времена Берута. В полемике с «Солидарностью» звучали взаимные оскорбления и прямые угрозы расправы. С реформаторски настроенными членами ПОРП на металлургическом комбинате Хута Катовице дошло до физического столкновения. Организация действовала по установкам воеводского комитета ПОРП, во главе которого стоял Анджей Жабиньский, и воеводской СБ полковника Зыгмунта Барановского. Не вступая формально в KFP, Жабиньский фактически руководил группой, используя Волчева как своего рода публичный таран не только в противоборстве с «Солидарностью», но и во внутрипартийных интригах.
- Познанский форум коммунистов (PFK) формировался под непосредственным «катовицким» влиянием и поддерживал тесные связи с KFP. Однако эта группа имела свои заметные особенности. Кадровую основу PFK составляли не идеологи, а инженеры, техники и экономисты (что было редкостью для организаций «бетона»). Председательствовал Ян Маерчак — директор познанского завода автоматических приборов MERA. Коммунистическая идеология соединялась с технократическим подходом: группа требовала «политической и идеологической ясности как залога экономического развития» (образцом виделись порядки первой половины 1950-х). PFK активно участвовал в региональной внутрипартийной борьбе, выступал на стороне консервативного познанского воеводы Станислава Цозася в его противостоянии с «либеральным» первым секретарём Эдвардом Скшипчаком. В высшем руководстве группа по земляческому принципу замыкалась на Тадеуша Грабского.
- Движение щецинских коммунистов (RSK) не имело устойчивой структуры и организованности. Большинство членов были представителями интеллигенции, иногда крестьянами-единоличниками, реже всего рабочими, не всегда состоявшими в ПОРП. Неформальным лидером RSK являлся писатель Иренеуш Каминьский, автор популярных романов исторической тематики (его читательская аудитория и поставляла большинство сторонников). Марксистско-ленинский догматизм соединялся с национал-коммунистическими, антизападническими и антисемитскими («антисионистскими») лозунгами. Группа акцентировала вопросы «польской духовности», гарантом которой считала партийную власть. Основной формой деятельности RSK были дискуссии на повышенных тонах со сторонниками «Солидарности» в интеллигентской среде. Резкость выступлений и требований приводила к конфликтам даже с воеводским комитетом ПОРП. Покровителем группы выступал Стефан Ольшовский.
- Коммунистический союз польской молодёжи (KZMP) не имел формального отношения к официальному комсомолу ПНР — Союзу социалистической польской молодёжи. Эта была небольшая, но крайне агрессивная группировка радикальных молодых коммунистов. Во главе стояли сотрудник издательства Павел Дарчевский и философ-социолог Генрик Клишко, сын Зенона Клишко. Основные центры KZMP базировались в Варшавском и Лодзинском университетах. Идеология KZMP базировалась на ортодоксальном марксизме-ленинизме. Группа выдвигала ультимативные требования к «Солидарности», старалась вести пропаганду с максимально популистских позиций, особенно жёстко конфликтовала с Независимым союзом студентов. Выступления KZMP казались излишне провокационными даже армейскому командованию, генерал Ярузельский в этой связи приказывал генералу Барыле «разобраться и навести порядок». В аппарате ЦК ПОРП группу поддерживал заведующий социальным отделом Станислав Габрельский.
- Общество польско-советской дружбы (TPPR) существовало с 1944, имело официальный статус и формально являлось массовой организацией. Однако из трёх миллионов официальных членов активность проявляла лишь немногочисленная группа штатного актива. Председателем являлся член ЦК ПОРП и Госсовета ПНР Станислав Вроньский. TPPR не выдвигала какой-либо особой внутрипартийной платформы, но всячески пропагандировала преклонение перед СССР и фактическое подчинение ПНР советской политике. Через этот канал поддерживались многосторонние связи, осуществлялось советское влияние на польскую общественность. Функции TPPR были многообразны — от церемониальных контактов с посольством и проведения официозных историко-политических мероприятий до контроля за поведением польских туристов в СССР.
- Патриотическое объединение «Грюнвальд» в политической системе «бетона» занимало особое место. Эта организация претендовала не только на массовость (объявлялась численность в 100—200 тысяч членов, хотя реально количество активистов колебалось в пределах 1 — 1,2 тысячи), но и на определённую автономию от ПОРП. Кадровую основу составили представители творческой интеллигенции, отставные военные и милиционеры. Председателем был избран генерал бригады запаса Францишек Цымбаревич, генеральным секретарём — профессор-социолог Мечислав Тшецяк, но наиболее активным лидером являлся кинорежиссёр Богдан Поремба (в объединении состоял и лидер RSK Иренеуш Каминьский). Активисты «Грюнвальда» выступали с государственнических национал-коммунистических позиций, но марксистско-ленинские мотивы были оттеснены польским национализмом, антизападничеством и почти откровенным антисемитизмом (важное место в пропаганде занимала резкая критика таких видных деятелей компартии и госбезопасности, как Якуб Берман, Роман Ромковский, Юлия Бристигер). ПОРП воспринималась как основа польской государственности, «Солидарность» критиковалась не столько за антикоммунизм, сколько за антигосударственность, прозападные симпатии и «еврейских экспертов». Главными методами деятельности ПО «Грюнвальд» были публичные выступления авторитетных лидеров и уличные акции. Покровителями объединения в высшем руководстве и спецслужбах выступали Стефан Ольшовский, Мирослав Милевский, заведующий идеологическим отделом ЦК Валерий Намёткевич, полковник Генрик Вальчиньский.
- Ассоциация клубов «Реальность» координировала региональные группы партийных консерваторов во всепольском масштабе. Возникла она на базе столичного еженедельника Rzeczywistość, учреждённого активистами «Варшавы 80». Формально председателем являлся бывший секретарь дзельницкого (районного) комитета ПОРП в Лодзи Мариан Тупяк, его заместителем — член бюро Плоцкого воеводского комитета ПОРП, бывший боец ORMO Винценты Гладышевский. Настоящим же лидером «Реальности» был Рышард Гонтаж — закулисный организатор и «серый кардинал бетона». Высокопоставленный патронаж над «Реальностью» осуществлял Тадеуш Грабский. Социальной базой являлись по большей части ветераны ППР/ПОРП. Позиционируясь как «патриотические левые», активисты «Реальности» требовали тотального партийно-идеологического контроля над обществом, силовых мер против «правых и клерикалов». В пропаганде звучали и популистские мотивы: разоблачения коррупции и злоупотреблений, призывы к «уравниловке» в доходах и имуществе, нападки на руководящих деятелей (либо членов отстранённой группы Герека, либо «либералов» и «центристов»). Разветвлённая система клубов «Реальность», обладавшая административным ресурсом, сыграла важную роль в идеологической и организационной мобилизации «бетона», в наращивании его агрессивности.

Численность таких организаций была невелика — обычно от 100 до 200—250 членов (тысяча активистов ПО «Грюнвальд» и полторы тысячи членов «Реальности» являлась на этом фоне исключительно высокими цифрами). Весьма ограниченное влияние замыкалось в среде партактива, госслужащих, частично интеллигенции и пенсионеров — практически не затрагивая рабочий класс. Но эти группы выступали против «Солидарности» гораздо жёстче и агрессивнее, нежели партийные функционеры, военные и милицейские чины. Особенно это касалось небольших провинциальных городов: к примеру, «Команда партийных инициатив» (ZIP) в Грудзёндзе, состоявшая из отставных партийных функционеров герековских времён, распространяла призывы «разогнать „Солидарность“, вешать предателей». Такие лозунги выдавались за «голос партийных масс».
Организации, формально не связанные партийной дисциплиной ПОРП, могли позволить себе выступления против «либералов» и «центристов» в партийном руководстве — прежде всего Мечислава Раковского, Казимежа Барциковского, Мечислава Ягельского, самого Станислава Кани. С другой стороны, они публично поддерживали таких лидеров «бетона», как Стефан Ольшовский, Тадеуш Грабский, Анджей Жабиньский, Станислав Кочёлек, Альбин Сивак — что имело значение в закулисной борьбе, охватившей партийные верхи.

Создание догматических структур было бы невозможно без высокопоставленного патроната. Анджей Жабинский был покровителем Катовицкого партийного форума, Тадеуш Грабский опекал «Реальность», Станислав Кочёлек заботился о клубе «Варшава 80», Стефан Ольшовский поддерживал «Грюнвальд», генералы Савчук и Мольчик представляли консервативный курс в армии. За кадром и без лишней огласки, как опытный офицер МВД, действовал Мирослав Милевский.

На нижней ступени пирамиды находились рядовые участники. Это были члены ПОРП, «ветераны рабочего движения», пенсионеры Службы безопасности и ORMO. Выше стояли такие руководители отдельных структур, как Всеволод Волчев, Ян Маерчак или Тадеуш Ярошевский. Над ними — Грабский, Жабиньский, Кочёлек, Ольшовский: уже высокая ступень секретарей и членов Политбюро. Они были покровителями групп «бетона», сами оставаясь клиентами зарубежных покровителей.

### Средства массовой информации
Период с августа 1980 по декабрь 1981 был отмечен в ПНР относительной свободой печати. Особенно это касалось бумажных изданий (над телевидением сохранялся более плотный контроль властей). Ассоциация польских журналистов находилась под влиянием «Солидарности», председатель Стефан Братковский, хотя и член ПОРП, был близок к КОС-КОР. Широко распространялись издания «Солидарности». Партийные официозы излагали позиции всех основных группировок ПОРП, что тоже создавало известный плюрализм. Советские пропагандистские источники писали о «хаосе в средствах массовой информации ПНР», где «печаталось всё, что могло прийти в голову журналисту или редактору».
Исключения составляли орган ЦК Trybuna Ludu (исключительно официальные установки) и армейское Żołnierz Wolności (однозначная близость к «бетону»). Главным же рупором «бетона» стал варшавский еженедельник «Rzeczywistość». Редакцию возглавляли Рышард Гонтаж и Генрик Тыцнер. Гонтаж имел опыт антисемитской медиа-кампании конца 1960-х, внештатный информатор СБ Тыцнер, в 1960-х редактировал газету Kurier Polski — орган аффилированной с ПОРП Демократической партии. Оба придерживались ортодоксально-коммунистических взглядов, располагали разветвлёнными связями в партаппарате и госбезопасности. Значительная часть финансирования, как впоследствии выяснилось, поступала из Сирии, от режима Хафеза Асада-старшего.
Публикации «Rzeczywistość» отличались марксистско-ленинским догматизмом и непримиримой враждебностью к «Солидарности». Здесь озвучивались установки и призывы, которые в силу своей жёсткости могли быть неудобны для партийных и армейских органов. В то же время допускались на только обличения коррупции и бесхозяйственности, но и довольно резкая критика Кани и даже Ярузельского — за «оппортунизм» и «попустительство». Такие выступления обычно были согласованы через Ольшовского или Кочёлека. Но успехи еженедельника «Rzeczywistość» касались преимущественно организационной стороны. В плане агитации и пропаганды эти выступления не пользовались популярностью, не имели отклика в массах.

## Политическая история

### Манёвры и конфронтация
Движение «Солидарность» с самого начала обрело такой масштаб, что его непримиримые противники не рассчитывали на победу политическими методами. Сохранение партийной власти мыслилось только мерами государственного принуждения, и вопрос стоял лишь о том, удастся ли избежать прямого военного насилия.
При этом представители «бетона» реалистично оценивали ситуацию. Предотвратить создание «Солидарности» летом-осенью 1980 года не было никакой возможности. Профсоюзные лидеры Анджей Гвязда и Кароль Модзелевский впоследствии отмечали, что именно Тадеуш Грабский наиболее конструктивно и по-деловому вёл переговоры о регистрации «Солидарности» и именно Стефан Ольшовский демонстрировал особую доброжелательность. Мечислав Мочар искренне выражал уважение к силе «Солидарности». Анджей Жабиньский в Катовице пытался приблизить к себе и коррумпировать профсоюзных активистов.
Но такой период продлился недолго. Как только стало очевидно, что движение не удастся взять под партийный контроль, «бетон» круто сменил линию. Член Политбюро и Госсовета Владислав Кручек, выражавший позиции «бетона» наиболее прямолинейно, предлагал ввести чрезвычайное положение уже 26 августа 1980. 8 октября 1980 произошла знаковая кадровая замена: вместо бесцветного герековского кадра Станислава Ковальчика министром внутренних дел был назначен главный силовик «бетона» генерал Мирослав Милевский. Месяц спустя, 8 ноября 1980, Ольшовский и Милевский высказались на заседании Политбюро за передачу власти военному командованию. Несколько ранее заместитель Милевского генерал Стахура распорядился готовить лагеря интернирования — при том, что официально ни о чём подобном ещё не было речи. Однако через день после заседания, 10 ноября 1980, «Солидарность» получила официальную регистрацию в суде. Представители «бетона» указывали на «небывалую активизацию антисоциалистических сил».
Контрнаступление консервативно-догматического крыла ПОРП подспудно разворачивалось уже с осени. Секретарь ЦК Здзислав Куровский инструктировал воеводские комитеты по защите партийных функционеров от коррупционных обвинений. Смена руководящих кадров касалась не только скомпрометированных деятелей герековского периода, как Здзислав Грудзень в Катовице или Юзеф Майхжак в Быдгоще. Например, в Щецине был отстранён первый секретарь воеводского комитета Януш Брых, способствовавший Щецинскому соглашению с радикальным профцентром Мариана Юрчика. Его сменил представитель «бетона» Казимеж Цыпрыняк (вскоре он, однако, был заменён «центристом» Станиславом Мискевичем, ориентированным на Ярузельского). На место Грудзеня был утверждён один из лидеров «бетона» Анджей Жабиньский. Политический шок постепенно проходил, начиналась консолидация партийных консерваторов.
В декабре 1980 года считалась реальной опасность советского военного вторжения в Польшу. Впоследствии Анджей Жабиньский в официальных контактах с представителями СССР, ГДР и ЧССР высказывался за оказание «братской помощи» по типу интервенции Варшавского договора в Чехословакию августа 1968. Жабиньский конкретно обсуждал оперативные планы вторжения в Польшу с офицерами КГБ, Штази, StB и с первым секретарём Северо-Моравского краевого комитета КПЧ Мирославом Мамулой.
В начале 1981 года «Солидарность» повела активную кампанию с требованием второго выходного дня в неделю. Функционеры «бетона» заговорили о «забастовочном терроре». Напряжённость несколько спала после того, как 11 февраля 1981 генерал Ярузельский занял пост председателя Совета министров ПНР и призвал обеспечить стране «девяносто спокойных дней». Из уважения к армии «Солидарность» готова была к диалогу и компромиссу с правительством. Но утверждение Ярузельского во главе правительства имело совсем иной смысл.
Существование «фракции бетона» считалось самоочевидным уже с начала 1981. Впоследствии был опубликован дневник Мечислава Раковского, где он прямо называл Ольшовского, Грабского и Жабиньского «жёсткой группой в руководстве». Радио Свободная Европа констатировало активность «консервативной партии, действующей с благословения Кремля».

### Быдгощский рубеж
Рубежным событием стал Быдгощский кризис марте 1981 года. Быдгощский профцентр отличался высокой активностью и радикальным антикоммунизмом. Рабочая «Солидарность» Быдгоща активно поддержала инициативу создания профсоюза крестьян-единоличников Сельская Солидарность. 19 марта 1981 председатель профцентра Ян Рулевский и другие профсоюзные делегаты подверглись жестокому избиению на заседании Быдгощского воеводского совета.
Впоследствии было установлено, что план Быдгощской провокации (под кодовым названием Noteć, затем Sesja) был задуман в Варшаве, подготовлен в МВД полковником Платеком и утверждён генералом Стахурой. Из высшего партийно-государственного руководства акцию санкционировал лидер «бетона» Ольшовский с полного согласия «центристов» Ярузельского и Кани. Смысл состоял в показательной расправе над наиболее радикальном профцентром, устрашении и деморализации движения по всей стране. Это показывало возросшее влияние «бетона» в политическом руководстве: «центристы» во главе с Ярузельским склонялись к силовым методам, хотя ещё не были готовы на крупномасштабное насилие.
Однако итог получился скорее обратным: массовое негодование обернулось организованным протестом. 27 марта 1981 около 13 миллионов рабочих участвовали во всепольской предупредительной забастовке. Только усилиями Леха Валенсы, его умеренных сторонников и епископата удалось предотвратить перерастание четырёхчасовой предупредительной забастовки во всеобщую бессрочную. 12 мая 1981 «Сельская Солидарность» была официально зарегистрирована после полуторамесячных трудных переговоров.
Быдгощские события существенно изменили атмосферу в стране. Была наглядно продемонстрирована принципиальная готовность властей к силовым решениям. «Солидарность» резко радикализировалась. Оптимистичный энтузиазм лета-осени 1980 уступил место жёсткому общественному расколу. Представители номенклатуры, особенно «партийного бетона», госбезопасности и милиции, становились объектами массовой ненависти. Физического насилия «Солидарность» не применяла, во всяком случае, таких эпизодов не задокументировано. Но партийные чиновники говорили о «моральном терроре», «невозможности выйти на улицу», требовали для себя силовой защиты.

### Обострение ситуации

#### Внутреннее противостояние
Социально-экономическое положение в ПНР продолжало ухудшаться. Весной-летом 1981 года продолжались массовые забастовки, преимущественно с экономическими требованиями (обеспечение продовольствием, повышение зарплат). Июнь и июль были отмечены «маршами голодных очередей» — массовыми уличными выступлениями женщин-работниц, жён и сестёр рабочих.
«Солидарность» интенсивно создавала на промышленных предприятиях органы производственного самоуправления. Рабочие советы брались регулировать производственный процесс и социальную сферу. Профцентры вырабатывали свои программы продовольственного снабжения, распределения жилья и отстаивали их методами прямого действия. (Самоуправленческая активность особенно отличала Щецинский профцентр Юрчика, продовольственно-жилищная — Быдгощский профцентр Рулевского.) Деятели «бетона» не без оснований усматривали в органах самоуправления серьёзную угрозу власти ПОРП. В этом виделась реализация концепции Кароля Модзелевского, «теории антигосударства», в соответствии с которой самоуправление постепенно вытесняет из власти партийно-государственный аппарат.
В свете происходящего «партийный бетон» негативно оценивал политику Политбюро и Совмина. Главными мишенями критики становились первый секретарь ЦК Каня, председатель Совмина Ярузельский, вице-премьер Раковский, заведующий отделом ЦК Класа, член Политбюро секретарь ЦК Барциковский. Заведующие отделами ЦК Атлас и Пёнтковский почти открыто обвиняли Каню и Ярузельского в «попустительстве антисоциалистическим силам». Полковник Вальчиньский выдвигал предложения, аналогичные чехословацкой «Нормализации». Группы типа KFP и «Варшавы 80» воспринимали Раковского, Класу и Барциковского почти как вражеских агентов. Грабский, Ольшовский, Жабиньский и Куровский получили, по известной китайской аналогии прозвище «Банда четырёх» — Раковский обвинял их в «терроризировании ЦК».
Выступления «бетона», особенно аффилированных организаций, переходили на военно-репрессивную риторику. Видный эксперт «Солидарности» Адам Михник называл этих активистов «советской агентурой с фашистской эмоциональностью».
Ставка была сделана на смену руководства. Наиболее вероятным кандидатом «бетона» на первую партийно-государственную позицию был Тадеуш Грабский. Рассматривалась также кандидатура Анджея Жабиньского, но при полной идеологической сообразности и значительном политическом весе, он всё-таки считался «младшим товарищем». Главным политическим стратегом «бетона» выступал многоопытный Ольшовский — всегда, однако, предпочитавший держаться на второй позиции. Силовую составляющую обеспечивал генерал Милевский.

#### Внешний фактор
«Бетон» ПОРП пользовался поддержкой «братских партий» — КПСС, СЕПГ, КПЧ — крайне обеспокоеных происходящим в Польше. Председатель КГБ СССР Юрий Андропов, в скором будущем преемник Брежнева на посту генерального секретаря, считал Грабского самым надёжным союзником КПСС в ПОРП. Министр обороны ГДР Хайнц Гофман и секретарь ЦК КПЧ по идеологии Василь Биляк вносили на рассмотрение польских коллег конкретные оперативные планы и арестные списки. Начальник остравского управления StB Франтишек Кинцл обсуждал аналогичные вопросы с катовицким комендантом Ежи Грубой. Оба сходились на желательности превращения польской Силезии в совместный советско-чехословацко-восточногерманский протекторат.
Михал Атлас и Вацлав Пёнтковский, беседуя в посольстве ГДР, крайне негативно отзывались о Кане и Ярузельском. Они высказывались за «немедленные решительные действия», аресты оппозиционеров и партийные чистки. Будущими лидерами ПОРП они видели «преданных марксизму-ленинизму товарищей» — Грабского, Ольшовского, Жабиньского, Кочёлека, Куровского. Отчёты посольства о таких высказываниях поступали Хонеккеру и Брежневу.
16 мая 1981 Леонид Брежнев, Эрих Хонеккер и Густав Гусак провели специальную встречу по польскому вопросу и выразили публичную поддержку «здоровым силам» — догматическому крылу ПОРП. Такое положение беспокоило и раздражало Каню и его сторонников. Мечислав Раковский, выступавший наиболее откровенно, прямо обвинял KFP в «опоре на Прагу и Хонеккера» (избегая при этом упоминаний Москвы и Брежнева).
Ситуацию в ПОРП плотно отслеживала резидентура КГБ под руководством генерал-лейтенанта Виталия Павлова. Группа армейских генералов представила Павлову план отстранения Ярузельского и введения режима ЧП под командованием генерала Михты. Представители КГБ вышли на связь даже с Владиславом Гомулкой, но тот отказался от предложенного возврата в руководящую политику, ссылаясь на возраст и болезни. Узнав об этом, Станислав Каня оправдывался перед Виталием Павловым, уговаривал не списывать его со счетов и заверял, что «всегда будет на стороне КПСС».
Со своей стороны зондаж проводило руководство ГДР. Эрих Хонеккер выступал самым решительным сторонником «бетона» ПОРП. Член ЦК СЕПГ Эгон Кренц встречался с секретарём ЦК ПОРП Куровским и министром по делам профсоюзов Станиславом Чосеком, министр строительства Вольфганг Юнкер — с бывшим первым секретарём Варшавского комитета ПОРП Алоизием Каркошкой. Польские события вызвали в ГДР сильную тревогу и своеобразные реваншистские настроения. В августе 1980 партийные вооружённые формирования СЕПГ были приведены в боеготовность. Официальная пропаганда ГДР формировала образ Польши как «страны безудержной инфляции, наркомании и грабежей». Над гражданами ПНР — дипломатами, студентами, туристами — устанавливалось плотное наблюдение. Низовые функционеры СЕПГ прямо обвиняли поляков в «измене социализму», предлагали «навести порядок в Польше силами ГДР и СССР» и даже высказывали сомнения, «следовало ли так рано признавать границу по Одеру-Нейсе».

### Предсъездовская борьба
На июль 1981 года был назначен IX чрезвычайный съезд ПОРП. На этом форуме лидеры «бетона» планировали навязать партии свою программу, изменить состав высшего руководства и в максимальном варианте провести своего лидера в первые секретари ЦК. С большим основанием они рассчитывали на поддержку Москвы: 5 июня посол СССР в ПНР Борис Аристов передал Станиславу Кане письмо ЦК КПСС, адресованное ЦК ПОРП. Текст был выдержан однозначно в «бетонном» духе, Каня и Ярузельский даже не именовались «товарищами».
Станислав Кочёлек предложил закрыть в стране все газеты, кроме органов ПОРП. С угрожающими заявлениями выступили генералы Эугениуш Мольчик и Влодзимеж Савчук. KFP и другие подобные группы организовали поток обращений в ЦК. Авторы требовали «однозначной идеологической позиции», повышения политической роли армии и МВД, подавления «антисоциалистических сил», внутрипартийной чистки с исключением из партии Мечислава Раковского, Юзефа Класы, Стефана Братковского. Выражалась поддержка Тадеушу Грабскому, Анджею Жабиньскому, Стефану Ольшовскому и в особенности Альбину Сиваку (Сивак лучше всего подходил по своему рабочему имиджу и был единственным крупным деятелем ПОРП, кто не боялся показываться на рабочих митингах). 9 июля KFP распространил заявление к съезду, написанное в жёсткой тональности. Авангард «бетона» требовал подавить оппозиционные течения в ПОРП и заменить партийных руководителей, «ответственных за социальный взрыв и бездействующих теперь».
Однако общая атмосфера в стране оказала влияние и на правящую компартию. Платформы низовых парторганизаций и выборы делегаций далеко не везде удавалось контролировать. На предсъездовской партконференции в Гданьске члены KFP были названы «крысами, предателями, „красными бригадами“», которым следует «убираться из Польши». Другой делегат потребовал от сталинистов «не касаться имён Маркса и Ленина». Третий предложил провести расследование деятельности KFP силами врачей-психиатров. Гданьская парторганизация, где первый секретарь Тадеуш Фишбах целенаправленно сотрудничал с «Солидарностью», не была типична. Но такие выступления звучали весьма показательно.
Конфликтом «либералов» и «бетона» не без успеха пытались манипулировать доминирующие в партии «центристы». Правящая группа Кани — Ярузельского — Барциковского выдвинула установку «против ревизионизма и догматизма». Вторая опасность представлялась даже более серьёзной, поскольку олицетворялась крупными функционерами, претендовавшими на высшую власть.
Доверенный журналист Политбюро Ежи Урбан, с августа возглавивший пресс-службу Совмина ПНР, резко одёрнул KFP требованием «прекратить использование некого „чистого марксизма-ленинизма“ против членов ЦК». Станислав Каня, Казимеж Барциковский, Мечислав Раковский строго осудили «догматизм и консерватизм». По указанию Ярузельского WSW конфиденциально дала ход коррупционному компромату на «бетонного» лидера Анджея Жабиньского (до перевода в Катовице он был известен как самый богатый человек Опольского воеводства). Возник вопрос и о фальсификациях результатов голосования на Катовицкой партконференции.
Всё это возымело действие. Жабиньский сделал публичный выговор KFP за «превышение компетенции». Напуганный председатель KFP Габрысь стал публично выражать лояльность Кане и Ярузельскому. Волчев написал письмо Станиславу Кане, жалуясь на «травлю и преследования за коммунистические взгляды».
9-10 июня проходил предсъездовский пленум ЦК ПОРП. Во вступительной речи первый секретарь Каня выступал за единство партии, против «консерватизма и социал-демократизма», обещал положить конец «уступкам врагам социализма». Но для догматического крыла это не было убедительно. В ответ поднялся «бунт бетона». Атаку на первого секретаря возглавил Тадеуш Грабский. Он обвинил Каню в блокировании «антикризисных инициатив» (по смыслу — призывов к силовому подавлению оппозиции), Раковского — в прямом потворстве «Солидарности» и «Сельской солидарности», Класу — в идеологическом отступничестве и «хаотизации» СМИ. Грабский прямо поставил вопрос об отставке Кани — что было для правящей компартии так же беспрецедентно, как его же выступление 1978 года.
Грабского поддержали Зыгмунт Найдовский, Януш Прокопяк, Станислав Мискевич, первый секретарь Гожувского воеводского комитета Рышард Лабусь и, что особенно существенно, генерал Влодзимеж Савчук. Именно Савчук раньше Грабского озвучил требование отставки руководства, «неспособного дать отпор врагу» — но в силу военной дисциплины не назвал конкретных имён.
Однако неожиданно для Грабского к нему не присоединился Стефан Ольшовский. Существует предположение, что Ольшовский хитро воспользовался некоторым простодушием Грабского. Его руками он испытал на прочность позиции Кани, произвёл смотр «бетона», но воздержался от жёсткой конфронтации с высшим руководством. Так же поступил и Анджей Жабиньский.
На стороне Кани энергично выступили Казимеж Барциковский, Мечислав Раковский, секретарь первичной парторганизации Гданьской судоверфи Ян Лабенцкий (по профессии сварщик, активный сторонник «либерала Фишбаха»). Генералы Юзеф Барыла и Мечислав Грудзень (брат Здзислава Грудзеня), адмирал Людвик Янчишин выразили поддержку Ярузельскому. На «центристскую» позицию демонстративно встали Ольшовский и Жабиньский. Милевский не выступал вообще.
«Центристская» группа Кани и Ярузельского одержала полную победу на пленуме. Аппаратная судьба Грабского была решена. Было продемонстрировано, что решающее влияние в руководстве ПОРП переходит от собственно партийного аппарата к военному командованию во главе с Ярузельским. В партии же ситуацию контролирует не «бетон», а прагаматичные «центристы» Барциковского. С этими реалиями приходилось считаться даже в Москве.
Итоги пленума были негативно восприняты «бетоном». Мнение этих сил откровенно артикулировал бывший вице-премьер Тадеуш Пыка, отставленный из-за жёсткой позиции в августе 1980. В частном порядке Пыка высказался против проведения IX съезда: «партия превращается в социал-демократическую, а потом в национал-католическую» — и возложил единственную надежду на вмешательство СССР и введение ЧП. Юрий Андропов в разговоре с министром госбезопасности ГДР Эрихом Мильке с удовлетворением отметил неожиданную политическую силу Кани, но выразил недовольство поражением Грабского и подозрения по поводу Ольшовского и его интриг. Позиции Ольшовского председатель КГБ назвал «не вполне советскими» и даже предположил за ним возможные прозападные симпатии (на тот момент такое мнение казалось совершенно несообразным, но полностью подтвердилось пять лет спустя).
За несколько дней до открытия съезда KFP провёл в Катовице внушительную демонстрацию сил «бетона». Были организованы конференция и митинг «бетона» с участием KFP, PFK, RSK, «Варшавы 80», других региональных группировок. Участники конференции направили открытое письмо делегатам съезда с призывом отстоять марксистско-ленинский характер ПОРП. 9 июля KFP широко распространил предсъездовское заявление с требованиями обеспечить идейно-политическое единство ПОРП, искоренить в партии ревизионистские и социал-демократические попытки, прекратить «идеологическое разоружение».
Впервые KFP открыто поставил вопрос о замене лидеров партии, которые обвинялись не только в бездействии после Августа-1980, но и в политике, приведшей к социальному взрыву и возникновению «Солидарности». Прямо фамилии не назывались, но Каня, Ярузельский и Барциковский элементарно вычислялись в характеристике «тех, кто остался из прежнего руководства». Учитывая связи KFP и союзных ему организаций с представителями высшего партийного руководства — Жабиньским, Ольшовским, Грабским, Милевским, Кочёлеком — это был серьёзный демарш.

### Чрезвычайный съезд
IX чрезвычайный съезд ПОРП открылся в Варшаве 14 июля 1981. Он проходил под лозунгом «Защищать социализм как независимость Польши» (лозунг был сочинён в армейском политуправлении генерала Барылы). Из иностранных гостей присутствовали только делегации КПСС (возглавляли Виктор Гришин, Константин Русаков, Тихон Киселёв), СЕПГ, КПЧ, Венгерской СРП, Болгарской КП, Румынской КП, СК Югославии, Монгольской НРП, КП Вьетнама и КП Кубы. Представители западных компартий воздержались от участия. Самая влиятельная из них — Итальянская КП Энрико Берлингуэра — открыто поддерживала «Солидарность».
В основном докладе Станислав Каня снова провозгласил «борьбу с двумя видами экстремизма — ревизионизмом и догматизмом». Он обещал дальнейший диалог с «Солидарностью» и положительно оценил «мудрую рассудительность костёла». Мечислав Раковский произнёс «шокирующе дерзкую» речь «против доктринёрства, окостенения и ревизионизма». Такие позиции пользовались явной поддержкой большинства рядовых делегатов.
Совсем иное впечатление произвела речь Тадеуша Грабского — отчёт о работе комиссии по расследованию злоупотреблений. Он предложил проявить снисходительность, ограничиться порицанием и не применять к членам герековского руководства строгих дисциплинарных мер. Такова была общая позиция «бетона» по данному вопросу: при резко критической риторике — мягкость на практике, дабы не создавать опасного для номенклатуры прецедента. Такой подход вызвал возмущение в зале: «Отчёт настолько плох, что с ним даже не поспоришь!» Эдвард Герек, Пётр Ярошевич, Эдвард Бабюх, Здзислав Грудзень, Ежи Лукашевич, Тадеуш Пыка, Тадеуш Вжащик, Ян Шидляк, Здзислав Жандаровский были демонстративно исключены из ПОРП.
По уровню свободы дискуссий IX съезд ПОРП характеризовался как «беспрецедентный со времён смерти Сталина». Более 20 % из почти двух тысяч делегатов были членами «Солидарности» (почти все они были рабочими, которые составляли примерно тот же процент участников съезда). Популярными темами на делегатских панелях (секциях) были вопросы демократии и самоуправления. Представители «бетона» были малопопулярны. Консервативно-догматические выступления, например, Иренеуша Каминьского, наталкивались на резкое отторжение. Кулуарная активность Всеволода Волчева, не избранного делегатом, вызвала скандал и расследование.
Однако партийное руководство в целом сохраняло контроль над форумом. Особую роль играл близкий к Ярузельскому идеологический функционер Мариан Ожеховский (в скором будущем секретарь ЦК). Он тщательно контролировал, чтобы осуждение догматизма дополнялось осуждением ревизионизма и изъявлением лояльности социалистическому строю.
Выборы членов ЦК и первого секретаря проводились на альтернативной основе. И если соперничество Станислава Кани и Казимежа Барциковского при избрании главы партии было в общем имитационным (Каня, как и планировалось, собрал значительное большинство голосов), то на выборах в ЦК шла реальная борьба. «Партийный бетон» понёс на съезде серьёзные потери. При голосовании в ЦК потерпели поражение такие знаковые фигуры, как Тадеуш Грабский, Мечислав Мочар, Анджей Жабиньский, Станислав Кочёлек, главный редактор «Trybuna Ludu» Веслав Бек. Грабский и Мочар получили третьестепенные должности и больше не играли существенной политической роли. Жабиньский и Кочёлек остались руководителями региональных партийных комитетов, но их позиции были резко подорваны; через несколько месяцев оба лишились постов и были отправлены на дипломатическую службу. Бек остался редактором, но не мог претендовать на самостоятельную политику.
Однако главным кадровым итогом стало резкое усиление партийных позиций армейского командования и руководства МВД. Наибольшее количество голосов получил генерал Ярузельский, членами ЦК стали генералы Сивицкий (кандидат в члены Политбюро), Кищак, Урбанович, Лукасик, кандидатами в ЦК — генералы Тучапский, Мольчик, Обедзиньский, адмирал Янчишин. «На этот раз мы больше чем когда-либо выбрали товарищей в погонах. Мы глубоко убеждены, что в сложной идеологической ситуации огромное значение имеет боевая готовность наших вооружённых сил во имя защиты социализма», — с удовлетворением отметил Каня в заключительном слове. Именно в этом состояла суть съездовских решений. Только некоторая стеснительность от «латиноамериканского имиджа хунты» ещё удерживала от утверждения генерала во главе партии.
18 июля новый состав ЦК сформировал Политбюро. Из представителей «бетона» в высший партийный орган прошли Стефан Ольшовский, Мирослав Милевский, Альбин Сивак, Тадеуш Порембский. Ольшовский оставался одним из ведущих руководителей, сохраняя за собой курирование идеологии и внешней политики. Милевский был утверждён секретарём ЦК, куратором милиции и госбезопасности. Это было явным повышением, но имело оборотную сторону: непосредственное руководство МВД перешло к ближайшему сподвижнику Ярузельского — генералу Кищаку, представлявшему другую группу высшей номенклатуры. Куратор образования Порембский держался на втором плане, ориентируясь на Ольшовского. Зато резко выдвинулся Сивак, позиционированный как «анти-Валенса». Именно его выступление с требованиями обуздать «Солидарность», не допустить создания производственного самоуправления и расширения фермерства («насаждение акционерных обществ и появление сельской бедноты»), поставить «памятник жертвам антикоммунистической реакции» (против гданьского мемориала рабочим, погибшим в декабре 1970) стало манифестом «бетона».
В целом итоги IX съезда ПОРП оценивались двойственно. Секретарь ЦК КПСС Иван Капитонов в разговоре с заместителем председателя Госсовета ГДР Паулем Фернером в целом выражал удовлетворение, но тут же отмечал определённое недовольство политикой Кани и Ярузельского, «ошарашенность» поражением Грабского и Жабиньского. Хонеккер в конфиденциальном послании Брежневу с тревогой обращал внимание на избрание в ЦК и даже в Политбюро ПОРП таких «сторонников „Солидарности“ и КОР», как социолог Хиероним Кубяк, шахтёр Ежи Романик, бригадир кожевенного завода Зофия Гжиб. Руководство ГДР лоббировало в первые секретари ЦК ПОРП кандидатуру Ольшовского, однако Брежнев предпочёл пока оставить на посту Каню.
В самой ПОРП лидеры «бетона» прямо выражали недовольство и возмущение «беззубыми» решениями съезда. Эти настроения официально выразились на июльском пленуме Варшавского комитета под председательством Кочёлека. Прозвучали даже нападки на Ярузельского: «ни на что не реагирует, как спящий сфинкс». Участники пленума требовали «твёрдой руки настоящего офицера», призывали к «превентивному наступлению на „Солидарность“», предлагали «немедленно арестовать всех антисоциалистических элементов». Секретарь парткома Высшей школы общественных наук при ЦК ПОРП Ян Собчак публично критиковал Каню за «неумелую оборону» и требовал широкомасштабных репрессий. Через месяц после съезда в конфиденциальной беседе с представителями СЕПГ Кочёлек высказался в пользу усмирения «Солидарности» прямым военным насилием — даже ценой «нескольких тысяч жертв, которые предотвратят море крови».

### Назревание столкновения

#### Сентябрьский поворот
Несмотря на формально компромиссные решения съезда ПОРП, конфронтация в стране обретала всё более жёсткие формы. Социально-экономическое положение стремительно ухудшалось, и власти явно демонстрировали намерение проводить стабилизацию за счёт положения масс. (Особенно откровенно с этой позиции выступал Жабиньский — известный личным богатством и коррумпированностью катовицкий секретарь категорически возражал против повышения зарплат шахтёрам и введения выходной субботы.) «Солидарность» продолжала акции протеста, забастовки и демонстрации.
Рубежом окончательного поворота ПОРП в сторону «бетона» стал сентябрь 1981. В начале месяца состоялся пленум ЦК ПОРП, формально посвящённый вопросам экономической реформы. Однако тон задали представители «бетона», особенно катовицкая делегация, подчинённая Жабиньскому. Каня и Барциковский подверглись беспрецедентной атаке со сталинистских позиций. Кандидат в члены Политбюро Ян Гловчик говорил о «безжалостно расчётливой антисоциалистической оппозиции», которая не встретила отпора на IX съезде. Член ЦК Анджей Янус призывал генерала Кищака «дать приказы и права милиции и безопасности, чтобы они не боялись выходить на улицу». Антидогматическая риторика, действенная ещё месяц-два назад, утратила эффективность. Опасаясь потери власти, номенклатура переходила на позиции «бетона».
5 сентября — 5 октября 1981 в Гданьске в два этапа прошёл I съезд «Солидарности». Председателем профсоюза был избран Лех Валенса. Со своей умеренной программой он одержал победу над представителями радикально антикоммунистического крыла — Марианом Юрчиком, Анджеем Гвяздой, Яном Рулевским. При открытии съезда выступил с приветствием министр по делам профсоюзов Станислав Чосек. Он зачитал послание вице-премьера Мечислава Раковского, в котором декларировалась готовность к сотрудничеству.
Документы съезда и выступления Валенсы выдерживались в компромиссном ключе. Об отстранении от власти ПОРП, о выходе Польши из ОВД не было речи. Однако утверждённая на съезде программа Самоуправляемой Республики и общественного плюрализма не оставляла места партократии и потому была неприемлема для номенклатуры и тем более для «партийного бетона». Особенно ярко непримиримость позиций проявилась в полемике вокруг принятого съездом Обращения к трудящимся Восточной Европы.
В первые дни съезда «Солидарности» на территории ПНР проходили манёвры вооружённых сил Варшавского договора Запад-81 — польскую армию представлял в командовании генерал Мольчик. Министру иностранных дел ПНР Юзефу Чиреку была выражена официальная «озабоченность» со стороны СССР, ГДР и ЧССР. Официоз Компартии Вьетнама назвал «Солидарность» «филиалом ЦРУ». Хонеккер обсудил положение в Польше с Фиделем Кастро, оба пришли к выводу, что «ПОРП не справляется с ситуацией» и сочли неизбежной силовую конфронтацию. В августе Каня и Ярузельский были вызваны на крымскую дачу Брежнева и выслушали серьёзные претензии. Протокол беседы был разослан руководителям всех государств ОВД. 15 сентября в телефонном разговоре Брежнева с Каней прозвучало последнее предупреждение.
Итоги съезда «Солидарности» стали предметом специального рассмотрения в Политбюро ЦК ПОРП. Каня резко сменил риторику и заговорил о создании партийных «отрядов самообороны». Ярузельский возложил на «Солидарность» вину за предстоящие «крайности». Был отстранён от руководства канцелярией Секретариата ЦК Збигнев Регуцкий, причисляемый к «краковским либералам» и заменён близким к «бетону» Анджеем Бажиком. WSW передавала Ярузельскому оперативные сводки, свидетельствующие о решительном настрое офицерского корпуса на подавление «Солидарности». С публичными призывами к военному перевороту выступили активисты «Грюнвальда».
9 сентября 1981 генерал Сивицкий провёл совещание Генштаба, на котором сообщил о возможном введении военного положения. 13 сентября собрался Комитет национальной обороны при Совмине ПНР. На этом заседании генерал Кищак объявил «состояние военной угрозы». С ним согласился генерал Ярузельский. Вопрос о военном положении ставился в текущую повестку. Военные демонстрировали не менее жёсткий настрой, чем партийные догматики. Генералы и офицеры уже проявляли интерес к политической власти. Рядовые срочной службы, даже недавние члены «Солидарности», в армейских условиях попадали под казарменную дисциплину и подвергались интенсивной идеологической обработке. Военного положения в сентябре удалось избежать только из-за категорического несогласия Кани, который ещё оставался главой ПОРП и имел решающий голос.
16 сентября Политбюро вновь собралось на расширенное заседание. Состоялась очередная внушительная демонстрация «бетона». Практически все члены партийной верхушки теперь рассматривали «Солидарность» как враждебную и опасную силу. Каня склонялся к репрессивным мерам. Барциковский характеризовал «Солидарность» как оппозиционную политическую партию. Кочёлек и Сивак говорили о «терроре „Солидарности“ против членов ПОРП». Ольшовский, Цыпрыняк, даже «либерал» Лабенцкий обвиняли «Солидарность» в создании «профсоюзных штурмовых отрядов» (такие действия приписывались прежде всего Рулевскому и Юрчику, хотя ни в Быдгоще, ни в Щецине не заходило дальше рабочих патрулей для поддержания порядка на митингах). Милевский, Кищак, Гловчик выразили готовность к силовому противостоянию. Даже член «Солидарности» Романик констатировал, что «у партии нет пути назад».
Категории диалога, компромисса, политического урегулирования практически вышли из употребления. Заявление Политбюро было озаглавлено в конфронтационном духе: «Против политических авантюр и попыток разрушить социалистическое государство». 25 сентября сейм ПНР утвердил законы «О самоуправлении» и «О госпредприятиях» — демонстративно антипрофсоюзного содержания. По указанию генерала Кищака были приведены в готовность формирования ORMO, генерал Стахура приступил к формированию спецгрупп для превентивных арестов, конвоя и охраны для лагерей интернирования.
В ограниченных масштабах, но началась раздача оружия партактиву — в общей сложности были вооружены 7768 человек. Особенно напряжённая ситуация сложилась в Катовице, где Жабиньский, предвидя ожесточённые столкновения, запросил у военного округа 50 танков для охраны партийных объектов. В Кракове первый секретарь воеводского комитета ПОРП Кристин Домброва (недавно считавшийся «либералом») формировал специальные бригады для зачистки улиц от агитационных материалов «Солидарности». В Щецине была создана штурмовая группа при воеводском комитете. В Варшаве организовывались встречи членов партии с ветеранами и армейскими офицерами для усвоения боевого опыта. Ярузельский поставил перед МВД и Секретариатом ЦК задачу «ослабления, парализации и разрушения „Солидарности“» методами «дезинтеграционных мероприятий».
В течение сентября грань между «бетоном» и «умеренными» практически стёрлась: ПОРП в целом перешла на позиции жёстких догматиков и ориентировалась на передачу политической власти армейскому командованию. Лидеры «бетона» не занимали первых постов в партии и государстве, но политика уже в полной мере определялась их идеологией.

#### Подготовка к военной диктатуре
Октябрь-ноябрь и начало декабря 1981 — период ускоренной подготовки партийно-государственного аппарата к введению военного положения. В этом направлении был проведён ряд структурно-организационных и идеолого-пропагандистских мероприятий. Основными партийными установками стали «порядок» и «безопасность».
С 1 октября в польских городах, прежде всего в Варшаве, началось армейское патрулирование. В общей сложности задействовались 1330 военнослужащих подчинения WSW. 26 октября были созданы армейские TGO — «Местные оперативные группы». Формально патрулям и опергруппам ставились задачи борьбы с общеуголовной преступностью и спекуляцией, обеспечения потребительского снабжения. Реально они являлись инструментом военного давления, контроля и сбора оперативной информации. В рамках специальной госпрограммы «Социально-политические и оборонные проблемы страны» сотни армейских офицеров проводили встречи с гражданами, в директивной форме излагая позиции ПОРП. Власти приучали население к повседневному присутствию военных.
Были структурно преобразованы общественные организации «бетона». Крупнейшие из них — прежде всего KFP Волчева, PFK Маерчака, RSK Каминьского — прекратили самостоятельную деятельность и получили статус «марксистско-ленинских семинаров» при соответствующих комитетах ПОРП. Эти группировки оставались «авангардом бетона», но теперь действовали только по партийным указаниям. Прежние идеологические отличия откровенных сталинистов и официальных функционеров сошли на нет. Тадеуш Грабский, формально уже не занимавший партийных постов, обратился к члену Политбюро ЦК СЕПГ Герману Аксену за помощью в техническом обеспечении «форумов и клубов, разоблачающих врага». Власти ГДР откликнулись на эту просьбу.
В официальной пропаганде всё чаще использовались образы Второй мировой войны. «Солидарность» по умолчанию приравнивалась к немецким оккупантам — при том, что реальные связи с ГДР поддерживала ПОРП. В разных регионах Польши распространялись листовки сталинистского содержания — с призывами установить военную диктатуру Ярузельского, расправиться с «Солидарностью» и «иностранной агентурой в ПОРП» (во втором случае имелись в виду Кубяк, Раковский, Барциковский). Подписи, как правило, ставились от «фейковых» организаций, типа «новой КПП» или «Движения защиты социалистического отечества» (ROSO). Такие тексты вызывали возмущение самого Ярузельского. В большинстве случаев эти призывы исходили от партаппарата — за ROSO, например, стояли близкий сподвижник Кочёлека секретарь Варшавского комитета ПОРП Януш Барч и бывший руководитель правительственного Управления по делам религий Казимеж Конколь.
13 октября заседание Варшавского комитета ПОРП превратилось в «судилище над руководством», прежде всего над Каней. Выступавшие требовали бескомпромиссного отстаивания принципов марксизма-ленинизма (прежде всего руководящей роли партии) и ставили в пример Сивака. Кочёлек и стоявший за ним Ольшовский инспирировали беспрецедентно резкую критику первого секретаря — за «капитулянтство перед агрессией „Солидарности“», «неоправданные уступки церкви» и т. д. Каню открыто называли «неавторитетным руководителем, подрывающим позиции партии».
18 октября 1981 пленум ЦК ПОРП проголосовал за отставку Станислава Кани. На его место был утверждён Войцех Ярузельский. «Жертвоприношение Сташека» стало крупнейшей кадровой победой «бетона». Нового первого секретаря особенно приветствовали такие деятели, как Ольшовский, Кочёлек, Милевский, Грабский (Сивак был недоволен недостаточно жёсткой, по его мнению, риторикой). Генерал совместил посты первого секретаря ЦК ПОРП, председателя Совета министров и министра национальной обороны ПНР. Ставка на военную диктатуру сделалась совершенно очевидной.

#### Пробы сил
На фоне политического ужесточения распространялась социальная депрессия, апатия и цинизм, произошёл резкий всплеск общеуголовной преступности. Участились ситуации на грани, а иногда уже за гранью насилия. 25 сентября едва не произошло столкновение в варшавском милицейском спорткомплексе Хала Гвардия — между членами независимого профсоюза сотрудников милиции и посланным на усмирение отрядом ЗОМО. 20 октября случился «минипутч» на крупнейшем металлургическом комбинате Хута Катовице: члены «бетонного» марксистско-ленинского семинара (бывший KFP) захватила помещение заводского парткома, настроенного на диалог с «Солидарностью». Они потребовали «твёрдых социалистических позиций», бескомпромиссного противостояния «Солидарности», отставки Кубяка, Раковского и Барциковского, возвращения Грабского в партийное руководство. В Катовице их поддержали воеводский первый секретарь Жабиньский, секретарь Анджей Юрчак, в Варшаве — Ольшовский и Милевский. Но большинство заводских коммунистов поддержали «оппортунистический» партком вступили в яростную полемику, постепенно переходившую в физическое столкновение. «Семинаристам» пришлось отступить.
Катовицкое воеводство вообще являлось особо конфликтным регионом. Воеводский комитет ПОРП во главе с Жабиньским был авангардом «партийного бетона». Такую же позицию занимали милицейская комендатура полковника Грубы и региональная СБ полковника Зыгмунта Барановского. С другой стороны, Катовицкий и Силезско-Домбровский профцентры Анджея Розплоховского и Стефана Палки являлись оплотами радикалов «Солидарности». Уже весной 1981 здесь отмечались физические столкновения, нападения на профсоюзных активистов.
27 октября на шахте «Сосновец» было распылено отравляющее вещество — демонстративным выбросом из неизвестной машины. Более шестидесяти шахтёров попали в больницу. Активисты «Солидарности» возлагали ответственность на спецгруппа майора Эдмунда Перека. Однако полковник Груба утверждал, будто атаку устроили «марксистско-ленинские семинаристы» из бывшего KPF либо агенты из ГДР или ЧССР. На шахте возник острый конфликт с властями, забастовщики во главе с Войцехом Фигелем создали «группу поддержания порядка». Партийная пропаганда ПНР и СССР тут же объявила бастующих горняков «польскими хунвейбинами» (большой материал вышел в Литературной газете).
Явное приближение государственного насилия стимулировала радикализм «Солидарности» и других оппозиционных организаций. Ещё на I съезде профсоюза выделились правонационалистические группы, ориентированные на подпольную борьбу — Истинные поляки Павла Незгодского, Клубы службы независимости Войцеха Зембиньского. Ян Рулевский предлагал формировать рабочие патрули на постоянной основе. 25 октября Мариан Юрчик выступил с эмоциональной речью на мебельной фабрике в Тшебятуве, в которой сказал о возможных виселицах для представителей партийной номенклатуры (было возбуждено уголовное дело). 11 ноября, в национальный праздник независимости,Независимый союз студентов, связанный с правонационалистической Конфедерацией независимой Польши провёл демонстрацию в стиле милитари-парада. Такого рода выступления не заходили дальше слов и символических жестов. Однако пропаганда «бетона» всячески раздувала «террористическую угрозу „Солидарности“».
Крупнейшая проба сил произошла 24 ноября — 2 декабря 1981. Объявили забастовку курсанты Высшего пожарного училища в Варшаве. Забастовщиков поддержал Мазовецкий профцентр «Солидарности» во главе с радикальным антикоммунистом Северином Яворским и активисты независимого профсоюза милиции во главе с Иренеушем Сераньским. События приобрели общенациональное значение. Акция была подавлена спецподразделением ЗОМО с использованием вертолёта.

#### Перед ударом
3 декабря в Радоме прошло экстренное заседание президиума Всепольской комиссии «Солидарности». Обсуждались планы действий на случай введения ЧП и запрета забастовок — такого рода информация циркулировала по всей стране. Было решено объявить в этом случае 24-часовую забастовку протеста с перспективой перехода во всеобщую бессрочную. Ян Рулевский предложил выразить недоверие Совмину Ярузельского и приступить к формированию временного правительства. Председатель Валенса с сожалением признал неизбежность конфронтации. Его радикальные оппоненты, выражая позицию профсоюзных масс, требовали активного противостояния (Яворский высказал даже прямые угрозы Валенсе, если тот отступит от принятого решения).
Всё сказанное на совещании было тайно записано V департаментом СБ и опубликовано в партийной печати. Пропаганда «бетона» обвиняла «Солидарность» в намерении «громить партию» и требовала от правительства упреждающего удара. Грабский в беседе с послом ГДР обвинял Ярузельского в «слабости и нерешительности», высказывался в пользу передачи власти Милевскому или Ольшовскому. Партийная печать утверждала, будто на предприятиях создаются боевые группы «Солидарности». Однако на вопрос члена Политбюро Кубяка о конкретных доказательствах заместитель министра внутренних дел генерал Стахура вынужден был признать, что речь идёт о «признаках вооружения, которое пока не обнаружено».
10 декабря Секретариат ЦК ПОРП санкционировал создание Отрядов политической обороны (OPO) — силовых формирований из партийных активистов, офицеров и сержантов запаса. Формально они включались в систему ORMO, но реально имели собственное командование и замыкались на организационные отделы комитетов ПОРП. Инструктивное письмо было разослал за своей подписью секретарь ЦК Мокжищак. Общая численность OPO определялась в 60 тысяч человек.
11 — 12 декабря в Гданьске заседала Всепольская комиссия «Солидарности». Были подтверждены радомские решения и заявлено о готовности к переговорам с правительством после того, как власти откажутся от насильственных действий. Впоследствии органы ПОРП (и КПСС) интерпретировали это как «резолюцию об открытой и немедленной конфронтации, о всеобщей забастовке, перерастающей в восстание». «Бетон» получил необходимый предлог для военного переворота.
Окончательное решение о введении военного положения было принято утром 12 декабря. В совещании участвовали генералы Войцех Ярузельский, Чеслав Кищак, Флориан Сивицкий, Михал Янишевский. К ним присоединились генералы Мирослав Милевский, Богуслав Стахура, Эугениуш Мольчик. Первые четверо пребывали в сомнениях, следующие трое — в полной готовности. Ярузельский до последнего момента оттягивал окончательный приказ. Наиболее упорно настаивал Милевский, представлявший круги «партийного бетона» и органы госбезопасности. Постепенно на сторону Милевского склонился Кищак, что подтолкнуло к решению Ярузельского. Главным доводом послужила информация о «готовящемся антикоммунистическом восстании» — демонстрациях, назначенных варшавской «Солидарностью» на 17 декабря.

### При военном режиме

#### Система власти
13 декабря 1981 в Польше было введено военное положение. Власть перешла к Военному совету национального спасения (WRON) во главе с генералом Ярузельским. В регионы и на ключевые предприятия были направлены военные комиссары, наделённые полнотой власти. Сопротивление было подавлено ЗОМО и армейскими частями. Самые драматичные события произошли на шахте «Вуек» (девять забастовщиков убиты), на Гданьской и на Щецинской судоверфях, на шахте «Пяст», на шахте «Июльский манифест», на металлургическом комбинате Хута Катовице, на металлургическом комбинате в Нова-Хуте. Разгон многотысячных демонстраций 17 декабря обозначил закрепление нового режима.
Система номенклатурной власти заметно усложнилась: наряду с аппаратом ПОРП, государственными ведомствами и карательными органами теперь функционировала вертикаль военного управления, замкнутая на WRON. Военные комиссары и командующие округами были поставлены над партийными органами, территориальными и хозяйственными администрациями, милицейскими комендатурами. В административно-политической сфере восстанавливалось тотальное подчинение общества номенклатуре. В экономике ужесточалась государственная централизация, военная дисциплина на производстве, под предлогом «борьбы со спекуляцией и тунеядством» разворачивалось наступление на частный сектор. Особенно жёсткой стала риторика в отношении работавших в Польше совместных предприятий. В информационно-идеологической сфере установился жёсткий цензурный контроль и велась массированная пропаганда.
Политбюро ЦК ПОРП перестало быть единственным центром верховной власти ПНР. Но и WRON не являлся главным органом принятия решений. На вершине находилась неформальная группа — «Директория». В период военного положения в «Директории» входили Войцех Ярузельский, Чеслав Кищак, Флориан Сивицкий, Михал Янишевский (от армии), Мирослав Милевский, Казимеж Барциковский, Стефан Ольшовский, Мечислав Раковский (от партии). Только два члена «Директории» — Милевский и Ольшовский — прямо относились к «партийному бетону». Их главными единомышленниками в армейском командовании и WRON были генералы Мольчик и Барыла, в МВД — генералы Стахура и Цястонь.
В высшем руководстве образовался сильный «бетонный блок». Мирослав Милевский курировал по партийной линии милицию и органы госбезопасности. Стефан Ольшовский контролировал идеологический аппарат и СМИ. К ним примыкали секретарь по оргвопросам Влодзимеж Мокжищак и заведующий орготделом ЦК Казимеж Цыпрыняк, управлявшие партаппаратом. Альбин Сивак, с его «простонародным» имиджем, озвучивал установки «бетона» в наиболее резкой форме и вступал в публичную полемику с высокопоставленными оппонентами. Юзеф Барыла руководил системой армейской пропаганды. Эугениуш Мольчик, один из заместителей Ярузельского по министерству обороны, был также заместителем командующего Объединёнными вооружёнными силами ОВД и поддерживал постоянную связь с Минобороны СССР. Другой член WRON полковник Роман Лесь курировал ветеранские организации — важную часть социальной базы «бетона». Богуслав Стахура координировал репрессивный аппарат. Начальник СБ Владислав Цястонь, начальник III департамента МВД Генрик Вальчиньский, начальник IV департамента МВД Зенон Платек, начальник V департамента МВД Юзеф Сасин непосредственно руководили политическими репрессиями. Но при этом практически все партийные, государственные и военно-милицейские руководители — в том числе относительно «умеренные» Войцех Ярузельский, Чеслав Кищак, Флориан Сивицкий, Казимеж Барциковский, Мечислав Раковский, Тадеуш Тучапский, Юзеф Бейм — на том этапе проводили «бетонный» курс.
«Солидарность» была запрещена, сначала фактически, затем и официально. Забастовки, манифестации, оппозиционные организации преследовались по законам военного времени. Около 10 тысяч человек были задержаны СБ и милицией, помещены в лагеря интернированных либо арестованы. (Наряду с оппозиционными активистами, были интернированы 37 бывших партийно-государственных руководителей герековского периода.) Введена военная цензура. Рабочие базовых отраслей промышленности объявлялись призванными на военную службу, неповиновение каралось по войсковым уставам. Массированные репрессии подавили многомиллионное профсоюзное движение. Политическая борьба возобновилась в нелегальных формах профсоюзного и иного подполья, несколько раз поднимались открытые протесты. Против подпольщиков действовала госбезопасность генерала Цястоня, против демонстрантов — милиция и ЗОМО генерала Бейма. Жёстко, с применением оружия, были подавлены майские и августовские демонстрации «Солидарности» — 3 мая 1982 погибли четыре человека, 31 августа 1982 — восемь человек. С осени 1982 открытые массовые выступления в основном прекратились.
Важную роль играла система военной пропаганды генерала Барылы. Здесь влияние «партийного бетона» проявлялось в наибольшей степени. Пропаганда строилась на культе государства, порядка и безопасности, прославлении армии за «спасение страны». Подчёркивалось, что военное положение предотвратило «кровавый террор против членов партии и разрушительную гражданскую войну». Акцентировались мотивы, связанные со Второй мировой войной и коммунистической частью польского антинацистского сопротивления. «Солидарность» подавалась иностранная агентура, обычно американская и западногерманская. Образ «хулигана-забастовщика» (в шахтёрской каске) ставился в один ряд с образами средневекового тевтонского рыцаря и Рональда Рейгана. Редактор «Trybuna Ludu» Бек говорил, что порядки военного положения должны сохраняться до тех пор, «пока поляки не забудут слово „Солидарность“».

#### Социальная база
Дала о себе знать социальная база «бетона». С 13 декабря отмечался наплыв в парткомитеты пожилых людей, желающих «защищать социализм». Ветераны ППР, бывшие сотрудники МОБ (часто уволенные за злоупотребление властью после 1956), члены Союза борцов за свободу и демократию, недавние технократы герековского периода тысячами записывались в OPO. В Кошалине парткомитет организовал группы идеологически мотивированных пенсионеров, которые срывали плакаты «Солидарности», выслеживали «спекулянтов и пьяниц». Активисты KZMP сформировали группы в помощь военным патрулям, выявляли «очаги неблагонадёжности», несколько раз отчитались о срыве намеченных забастовок. Иногда такие действия встречали отпор — в Люблине члены KZMP были избиты неизвестными.
Однако эти группы людей в Варшаве, Познани, Кракове имели сугубо символическое значение. Организаторы с сожалением отмечали почти полное отсутствие молодёжи среди этих ветеранов боёв второй половины 1940-х. Спустя несколько месяцев стало очевидно: армия, милиция и госбезопасность не нуждаются в помощи OPO. Отряды были присоединены к ORMO и практически бездействовали. KZMP распущен за «высокомерие» личным указанием Ярузельского. Большинство разочарованных активистов отошли от этой деятельности.
Власти способствовали созданию на предприятиях и по месту жительства «Гражданских комитетов национального спасения» (OKON). Членами OKON становились пожилые коммунисты. В задачи им вменялось выявление неблагонадёжных и «пропаганда от двери к двери» в поддержку ПОРП и WRON. К лету численность OKON достигла почти 130 тысяч человек. Курирование OKON стало важным направлением деятельности «партийного бетона», эту программу взял на контроль Милевский. Однако эффективность OKON была очень низкой и сводилась к имитации общественной поддержки режима. В мае 1983 было создано «Патриотическое движение национального возрождения» (PRON) во главе с писателем Яном Добрачиньским — призванное стать массовой опорой ПОРП. Положение о PRON было даже внесено в Конституцию ПНР. Однако и это движение осталось пассивно-имитационным, как и «большинство институциональных начинаний Ярузельского».

#### Партийная чистка
Политическая монополия ПОРП, идеологическая монополия марксизма-ленинизма, диктат государства над обществом в полной мере восстановились. Это соответствовало программе «партийного бетона», приветствовавшего военное положение. Однако успех социально-политической группы отнюдь не означал персонального успеха каждого её представителя. Программа «бетона» претворялась в жизнь без участия многих её носителей.
При новом формате режима партийный аппарат был в значительной степени оттеснён военными. В составе WRON не было ни одного партийного функционера. Военные комиссары на местах нередко игнорировали партийные комитеты и вступали с ними в конфликты (например, инициируя расследования номенклатурных злоупотреблений и коррупции). Партаппаратчики со своей стороны были недовольны армейским произволом, частыми фактами алкоголизма, буйного досуга, некомпетентностью в гражданском управлении. По аналогии с событиями тех же лет в другом полушарии, партийные обвиняли военных в превращении ПНР в «новый Сальвадор».
В течение 1982 года Ярузельский провёл в партии значительную кадровую чистку. За период военного положения общая численность ПОРП сократилась почти на 15 %. Исключались члены, как-либо связанные с «Солидарностью» и активисты «горизонтальных клубов», распускались как ненадёжные целые парторганизации. Но по своему номенклатурному генезису Ярузельский не относился к «партийному бетону». Он продвигал другие аппаратные группы — прежде всего армейского происхождения. В партийном же аппарате Ярузельский отдавал предпочтение «умеренным центристам» типа Барциковского и Раковского.
Инструментом чистки являлась «преторианская» WSW с большими объёмами компромата и рычагами закулисного воздействия. Особо одиозные и амбициозные деятели «бетона» отстранялись от власти. В Катовице был снят с поста Жабиньский (заменён умеренным сторонником Ярузельского Збигневом Месснером). Серьёзный политический конфликт возник в Варшаве. Несмотря на сильные позиции Кочёлека в аппарате и поддержку СССР и ГДР, Ярузельский настоял на его отставке (заменён экономистом-хозяйственником Марианом Возняком). Поводом послужили столкновения 3 мая — на первого секретаря была возложена ответственность как на «не справившегося с ситуацией». При этом Кочёлек характеризовался как «безынициативный оторванный от жизни теоретик, покровитель „канцелярской мафии“, приведший столичную парторганизацию в ужасающее состояние». Тогда же прекратилась деятельность «Варшавы 80».
Формально Жабиньский и Кочёлек ещё оставались на госслужбе: первый в распоряжении МИД, второй — посол в СССР. Но оба утратили политическое влияние.
Была практически свёрнута деятельность ортодоксальных «семинаров» — бывших KFP, RSK, PFK и десятков других. Катовицкий лидер марксистско-ленинских ортодоксов Волчев рассчитывал, что Ярузельский и WRON, подавив «Солидарность», уступят власть догматичным идеологам — и был жёстко разочарован. Волчева отстранили от практической политики, причём с недвусмысленными предупреждениями от первого секретаря Месснера и воеводы Романа Пашковского. Участники волчевского семинара были уволены с идеологических должностей. Лишь некоторые из них, доказавшие полную лояльность Ярузельскому, были зачислены в партийные штаты. Последним актом бывшего KFP стало коллективное письмо Збигневу Месснеру, в котором ортодоксы жаловались на «психологический террор» и подчёркивали, что вся их прежняя деятельность была согласована с Жабиньским, Ольшовским, Сиваком и Каней. У них даже возникали проблемы с трудоустройством, за помощью в котором пришлось обращаться к представителям Штази. Начальник воеводского армейского штаба генерал Ян Лазарчик распорядился установить плотное наблюдение за Волчевым и его сподвижниками и запретил всякие контакты с ними.
Из «бетонных» организаций легальный статус сохранили только объединение «Грюнвальд», KZMP и Ассоциация «Реальность». Во главе «Реальности» с 4 января 1982 стоял лично Тадеуш Грабский, официально занимавший малозначимый пост торгового представителя ПНР в ГДР. Они не вызывали сомнений в плане полной лояльности, не выдвигали даже теоретических альтернатив. Представители «Грюнвальда» с особенной яростью требовали запрета иностранных компаний в ПНР. Представители KZMP выдвигали лозунги, сходные с китайской «культурной революцией»: «отбрасывание гражданско-правовой ерунды, изъятие больших квартир и чрезмерных доходов», исключение «студентов-демагогов с заменой рабоче-крестьянской молодёжью» (при этом об ущемлении обеспеченных чиновников речи не шло).
«Комсомольцы», происходившие из номенклатурной золотой молодёжи, действовали в качестве подсобных групп ORMO в расчёте на ускорение карьеры. Они вели наглядную агитацию, проводили встречи с общественностью, патрулировали улицы. Отмечалось несколько случаев физических столкновений «комсомольцев» с молодыми оппозиционерами. Покровительствовать KZMP пытался Ольшовский, но прохладное отношение Ярузельского привело к сворачиванию и этой структуры весной 1982. Лидер KZMP Дарчевский поспешил выйти из организации, сославшись на превышение комсомольского возраста.

#### «Феномен „Реальности“»
Наиболее активной политически и оформленной организационно структурой внутрипартийного «бетона» являлась Ассоциация «Реальность». Прежний высокий статус Грабского, его разветвлённые связи в партаппарате обеспечивали серьёзное влияние. Вторым руководителем «Реальности» являлся влиятельный журналист и тайный агент СБ Рышард Гонтаж. Грабский сумел сгруппировать лично преданных единомышленников, которые воспринимали его как «последнюю надежду коммунистов». Структура «Реальности» воспринималась в том числе и как проект его возвращения в политику и во власть.
Грабский призывал активизировать ПОРП в подавлении «остатков контрреволюции», закрепить партийную идеологию на марксистско-ленинских позициях. По его мнению, «эффект от удара 13 декабря не был в полной мере использован». Грабский ориентировал активистов на сотрудничество с комитетами ПОРП и комиссарами WRON. В то же время он даже в публичных выступлениях допускал осторожную и завуалированную, но всё же критику властей в лице таких деятелей, как Раковский и Кубяк. Многие активисты «Реальности» занимали ещё более «бетонные» позиции, считали команду Ярузельского излишне либеральной и уступчивой.
Организация имела действующие группы в парторганизациях по всей стране, заметные финансовые средства, поддерживала даже собственные внешние связи — с посольствами СССР, ГДР, ЧССР, ВНР, НРБ, Сирии и Ливии. Делались публичные политические заявления, в том числе по международным проблемам (например, с осуждением Израиля в Ливанской войне и Ближневосточном конфликте в целом). Демонстративное совпадение выступлений «Реальности» с сирийской официальной позицией привело к расследованию финансовых связей (сообщалось, что посольство САР приобрело автомобиль для Гонтажа). По этому поводу Гонтаж вынужден был объясняться в специальном письме Милевскому.
Всерьёз обсуждались перспективы создания на базе «Реальности» «новой коммунистической партии» — хотя и Грабский, и Гонтаж опровергали такие намерения. Это привело к известному давлению на организацию со стороны властей. Посредником выступил Ольшовский, осуществивший кадровые замены в еженедельнике «Rzeczywistość». В дальнейшем Ольшовский способствовал дистанцированию издания (ориентированного на WRON) от организации (включавшей крайних коммунистических радикалов, недовольных правлением Ярузельского). Секретарь ЦК КПСС и заведующий отделом связей с компартиями соцстран Константин Русаков также убеждал Грабского воздерживаться от критики властей, даже с ортодоксально-марксистских позиций. Грабский попытался договориться с Кищаком о переходе реальности под официальное шефство МВД, однако Кищак посоветовал обратиться к Милевскому. Тот, в свою очередь также предпочёл дистанцироваться от вопроса. СБ издала директиву, запрещающую сотрудникам участие в подобных инициативах. Обращение Грабского к Ярузельскому осталось без ответа.
18 декабря 1982 Политбюро ЦК ПОРП приняло постановление о «нецелесообразности существования объединений, нарушающих идеологическое, политическое и организационное единство партии». Это касалось не только «либеральных горизонталей», но и групп «партийного бетона». Последней 30 января 1983 был распущена «Реальность». WRON, руководство ПОРП, правительство ПНР и лично генерал Ярузельский не допускали даже призрачных альтернатив своей власти. Организации «бетона» оказались гораздо уязвимее «Солидарности», поскольку не допускали для себя подпольной деятельности (за исключением совсем маргинальных группировок, типа миялевской КПП или «Свободной коммунистической партии» в Плоцке, с которыми вполне справлялась СБ). Предположения Всеволода Волчева, будто режим Ярузельского падёт, расчищая путь подлинным марксистам-ленинцам, оказались крайне наивными. Советское же руководство, несмотря на идеологические симпатии к «бетону», сделало ставку на Ярузельского, реально контролировавшего положение.

#### Борьба в верхах
Военное положение было введено Ярузельским не только для подавления «Солидарности» и под давлением СССР. Третьей важной причиной являлись опасения генерала перед партийным заговором, исходящим именно от «бетона». Особенные подозрения вызывали Ольшовский, Милевский и Жабиньский, претендовавшие на верховную власть. В конфликте с ними Ярузельский мог опереться на армейский ресурс, партийных «либералов» и прагматиков.
Устранение Жабиньского и Кочёлека сильно подорвало кадровые позиции «партийного бетона». Недовольство выражали не только эксцентричный Сивак, но и опытный политик Ольшовский. Сам Стефан Ольшовский в июле 1982 оставил должность секретаря ЦК по идеологии — его сменил Мариан Ожеховский. Идеологический аппарат и СМИ были выведены из-под Ольшовского и поставлен под контроль Ярузельского. Ольшовский ещё сохранял сильные номенклатурные позиции — он оставался членом Политбюро и был вторично назначен министром иностранных дел ПНР. Однако Ярузельский явно принял решение постепенно устранить опасного претендента на высшую власть. Постепенно ослаблялось и положение Милевского — контроль над карательным аппаратом Ярузельский осуществлял непосредственно через министра Кищака, «через голову» секретаря ЦК.
При этом в аппарате поддерживался политический баланс. Наряду с Жабиньским и Кочёлеком, были отстранены от партийных должностей видные «партийные либералы». Тадеуша Фишбаха в Гданьске сменил секретный сотрудник военной разведки Станислав Бейгер, Эдварда Скшипчака в Познани — генерал Лукасик. Оба преемника представляли «бетон» с резким военным уклоном. В Кракове на место Кристина Домбровы был поставлен ориентированный на «бетон» Юзеф Гаевич. Вскоре после Ольшовского с должности секретаря ЦК был снят и «либерал» Кубяк.
Важным пополнением для «бетона» стал молодой журналист-политолог Вальдемар Свиргонь, с конца 1980 председатель Союза сельской молодёжи (в то время своего рода «комсомол сельской местности»). В октябре 1982 Свиргонь, которому ещё не исполнилось тридцати лет, стал секретарём ЦК ПОРП по молодёжной политике. Покровительство ему поначалу оказывал Раковский. Однако идеологически Свиргонь оказался гораздо ближе к Ольшовскому. Его курс характеризовался как «соединение сталинизма с западными социальными технологиями».
Менее чем через год военного положения Ярузельский стал делать заявления, негативно воспринимаемыми «бетоном». Большой резонанс имела речь 20 ноября 1982, в которой генерал, перефразируя Ленина, сказал о «старческой болезни левизны» — имея в виду идеологические установки Ольшовского (по возрасту отнюдь не старого). Однако лидеры «бетона» воздерживались от прямых конфликтов внутри правящей «Директории». Противостояние шло этажом ниже. Самым частым объектом нападок являлся вице-премьер Раковский, курировавший в правительстве профсоюзное направление. Он считался автором всевозможным «либеральных» проектов. Против этой линии резко выступал секретарь ЦК Мокжищак, представлявший позицию «бетона».
Публичную известность приобрёл конфликт вокруг отношений государства и католической церкви. Раковский и Кубяк предлагали определённые послабления ради нормализации отношений (в частности, передачу польского Каритас в автономное ведение Костёла). Мокжищак подготовил докладную записку, в которой настаивал на жёстких ограничениях церковной деятельности, дабы исключить вмешательство Костёла в политику. В итоге вопрос был спущен на тормозах.
«Партийный бетон» предпочитал максимально продлевать военное положение. Деятели «либерального» крыла ПОРП полагали, что опасность «Солидарности» устранена, необходимость военного контроля снята, целесообразно проведение некоторых реформ, расширяющих социальную базу партийной власти. Постепенно ко второй позиции склонилось и руководящее ядро «Директории» — Ярузельский, Кищак, Сивицкий. Массовое отторжение «бетона» в стране исключало возможность эффективного политического сопротивления. 31 декабря 1982 действие военного положения было приостановлено. 22 июля 1983 состоялась полная отмена.

### «Послевоенный» разгром
В условиях формальной «нормализации» представители «бетона» старались законсервировать систему партократии, не допустить сколько-нибудь заметных преобразований. Ярузельский и его сторонники строили далеко идущие планы социального маневрирования. Позиции были несовместимы. Резко обострилась и аппаратная конкуренция за властные посты и сферы влияния. Конфликт сдерживался только опасениями дестабилизации и наличием общего противника в лице подпольной «Солидарности».
Ситуация оказалась взорвана 19 октября 1984: офицерами госбезопасности был убит популярный в стране капеллан подпольной «Солидарности» ксёндз Ежи Попелушко. Преступники были быстро найдены, арестованы и осуждены на длительные сроки заключения. Но получила известность фраза Ярузельского: «Теперь им конец» — относившаяся не только к непосредственным убийцам и их начальству, но и к «бетону» в целом.
Прямая причастность к убийству руководителей СБ и членов Политбюро не была документально подтверждена. Однако на уровне фактического знания ответственность секретаря ЦК Милевского и начальника СБ Цястоня не вызывала сомнений. Всё политическое направление, связанное с этими именами, оказалось необратимо скомпрометировано. Политическое уничтожение лидеров «бетона» сделалось вопросом короткого времени.
В июле 1985 был выведен из Политбюро и Секретариата ЦК «злой дух ПОРП» Мирослав Милевский, в ноябре — «главный стратег „бетона“» Стефан Ольшовский, в июле 1986 — «спецрабочий» Альбин Сивак. Уволен с дипломатической службы Станислав Кочёлек. Все они прекратили политическую деятельность. Милевский был отправлен на пенсию и находился под угрозой уголовного преследования по коррупционным обвинениям. Сивак отбыл послом в Ливию. Кочёлек несколько лет редактировал философский журнал, не имевший никакого политического значения. Радикальнее других поступил Ольшовский: порвал все связи с ПОРП и ПНР, женился на американской журналистке и уехал на постоянное жительство в США (подтвердив прежние подозрения Андропова). Эмиграция Ольшовского, многолетнего «хранителя идеологической чистоты», шокировала партию.
«Партийный бетон» был политически разгромлен. Фракция утратила многолетних сильных лидеров. Казимеж Цыпрыняк, Влодзимеж Мокжищак, Юзеф Барыла, Ян Гловчик, Тадеуш Порембский занимали видные партийные посты, но не обладали политическим весом, сравнимым с Грабским, Ольшовским, Милевским или Жабиньским. Была утрачена и советская поддержка. Новый посол СССР в ПНР Владимир Бровиков лично был противником советской Перестройки и сам стоял на позициях «бетона», но Ярузельский пользовался полным доверием в Москве.
После X съезда ПОРП в июле 1986 членами Политбюро стали Чеслав Кищак, Флориан Сивицкий, Збигнев Месснер, Мариан Ожеховский. С конца 1987 в Политбюро состоял Мечислав Раковский. Сторонники Ярузельского, среди которых особое место занимал Казимеж Барциковский, сформировали руководящую группу, контролирующую партийное руководство. «Директория» также изменила свой неформальный состав: место Милевского и Ольшовского заняли генерал Барыла и экс-министр иностранных дел Чирек.
Став членом Политбюро, генерал Кищак принял от Милевского партийное курирование МВД, сохранив и министерский пост. Генерал Стахура был снят с поста замминистра (отправлен послом в Румынию), генерал Цястонь отстранён от руководства СБ (отправлен послом в Албанию). Цястоня сменил «центрист» Генрик Данковский, однозначно ориентированный на Ярузельского. Был отставлен и полковник Вальчиньский, уличённый в коррупционной партнёрстве с частным бизнесменом. В армейском командовании оттеснён на третьи роли генерал Мольчик, зато усилили влияние генералы Тадеуш Тучапский и сменивший Сивицкого на посту начальника Генштаба Юзеф Ужицкий. Силовые структуры были окончательно зачищены «под Ярузельского».
В ноябре 1985 была изменена политическая конфигурация высшей власти. Войцех Ярузельский перешёл с премьерства на председательство в Госсовете. Новым главой правительства стал Збигнев Месснер. Аппарат ПОРП постепенно переформировывался. Снимались с должностей влиятельные партбюрократы, ориентированные на «бетон». Их сменяли выдвиженцы другой генерации — менее опытные и полностью лояльные Ярузельскому. Они не претендовали определять партийно-государственную политику и дисциплинированно голосовали за решения правящей «Директории». Сам Ярузельский критически отзывался о политических талантах своих кадров, но всегда мог рассчитывать на их поддержку. Эти изменения закрепились на X съезде и последующих пленумах ЦК ПОРП.
Социально-экономическое положение в стране оставалось трудным. Продолжалась подпольная борьба «Солидарности». Со второй половины 1986 партийно-государственное руководство запланировало реформы в духе советской Перестройки. Ярузельский позиционировался как решительный сторонник Горбачёва. Были освобождены политзаключённые. Упрощён порядок создания частного бизнеса. Офицеры СБ вызывали на собеседования активистов подполья, убеждая их в иллюзорности конспирации и предлагая «совместную работу по обновлению социализма». Такие действия вызывали сильное недовольство «бетона», но консерваторы не имели возможностей противодействия.
Однако даже такие действия не вызывали общественной поддержки. Власть ПОРП отторгалась польским обществом и в «бетонной», и в «либеральной» версиях. 31 августа 1987 в ряде городов Польши произошли массовые демонстрация и столкновения с ЗОМО. Полным провалом обернулась попытка правительства Месснера получить через референдум общественный мандат на экономические реформы, предполагавшие значительное повышение цен.

### Окончательное поражение
Весной 1988 в Польше поднялась новая забастовочная волна. Первоначально власти сделали ставку на силовое подавление, генерал Кищак грозил вновь ввести военное положение. Однако осенью стала очевидна невозможность такого варианта. Перед режимом встала угроза бессрочной общенациональной забастовки. Кищак вышел на прямой контакт с Валенсой. 30 ноября теледебаты Леха Валенсы с председателем официальных профсоюзов Альфредом Мёдовичем принесли полную победу лидеру «Солидарности» и окончательно изменили общественную атмосферу в Польше.
В сентябре состоялись полусекретные переговоры в Магдаленке. Было принято решение о публичном диалоге властей с оппозицией. 27 сентября правительство ПНР возглавил Мечислав Раковский.
Показательно, что в отличие от аналогичной ситуации августа 1980, деятели «бетона» оказались практически выведены из политического процесса. Они попытались организовать противодействие со стороны региональных парорганов, прежде всего Варшавского комитета ПОРП, первым секретарём которого был Януш Кубасевич, начинавший партийную карьеру в комсомольском аппарате Жабиньского. Значительную оппозицию новая линия Кищака встречала в МВД, среди офицеров милиции и госбезопасности (хотя многие из них уже включались в частное предпринимательство) — однако здесь сторонники «бетона» вообще не имели лидеров. Генерал Ежи Анджеевский в Гданьске, полковник Юлиан Урантувка в Ополе проводили жёсткий курс в своих регионах, но не были готовы к общенациональной политике.
Решающее столкновение произошло на пленуме ЦК в декабре 1988 — январе 1989. Генералы Ярузельский, Кищак, Сивицкий настаивали на магдаленковских договорённостях. Их поддерживали Раковский, Барциковский, Ожеховский, Чосек, Чирек. Им противостояли Порембский, Барыла, Гловчик — они считали, что диалог с «Солидарность» неизбежно приведёт к разгромному поражению ПОРП. Главным объектом атаки вновь стал Раковский. В ответ генералы пригрозили своей отставкой и «бетону» пришлось смириться — партаппарат страшился остаться лицом к лицу с забастовщиками без силовой защиты. По итогам пленума Тадеуш Порембский, Юзеф Барыла, Ян Гловчик, а также их единомышленники Зыгмунт Мураньский и Зофия Стемпень были выведены из Политбюро (Влодзимеж Мокжищак покинул высший партийный орган ещё в июне). «Партийный бетон» практически лишился представительства в партийной верхушке. Альфред Мёдович, ранее близкий к «бетону», теперь выступал за самые радикальные демократические реформы.
6 февраля — 5 апреля 1989 в Варшаве заседал Круглый стол правительства ПОРП с профобъединением «Солидарность». По его итогам «Солидарность» была легализована, назначались «полусвободные» выборы по квотам в новые сейм и сенат, учреждался институт президентства. План Ярузельского—Кищака—Барциковского—Раковского состоял в том, чтобы допустить «Солидарность» в парламент, тем самым избежать забастовочной угрозы, возложить на оппозицию ответственность за болезненные экономические преобразования — и сохранить за ПОРП ключевые властные позиции. Однако итоги выборов 4 июня 1989 — триумфальная победа кандидатов «Солидарности», сокрушительное поражение списка ПОРП — перечеркнули эти замыслы.
Июльский пленум ЦК произвёл изменения в партийном руководстве. Войцех Ярузельский, избранный президентом, оставил партийный пост. Первым секретарём ЦК был утверждён Мечислав Раковский. В Политбюро кооптировались Казимеж Цыпрыняк и Януш Кубасевич, но они уже не рисковали возражать Ярузельскому, Кищаку и Раковскому. «Партийный бетон» перестал быть политической силой.
24 августа 1989, после трёхнедельного премьерства Чеслава Кищака, во главе правительства стал представитель «Солидарности» Тадеуш Мазовецкий. Польша изменилась стремительно, радикально и необратимо. Ещё недавно правящей компартии не оставалось места в новой политической системе.
XI съезд ПОРП в январе 1990 принял решение о самороспуске партии. На её месте создавалась «социал-демократия Республики Польша». С возражениями выступили два делегата: бывший активист KFP журналист Стефан Овчаж настаивал на марксистских основах, активист «Грюнвальда» кинематографист Богдан Поремба предостерегал от космополитизма. Так прозвучали последние голоса «товарищей из бетона». На последнем заседании съезда последний первый секретарь ЦК ПОРП Мечислав Раковский произнёс: «Вынести знамя». Вместе с партией перестал существовать и «партийный бетон».

## Судьбы и оценки
Тадеуш Грабский, оставив политику, жил частной жизнью и умер в 1998 в возрасте 68 лет. Мирослав Милевский привлекался к судебной ответственности, но был освобождён за недостаточностью улик, а также по возрасту и состоянию здоровья; умер в 2008 в возрасте 79 лет. Анджей Жабиньский формально находился в «распоряжении ЦК», но реально не допускался к политике; умер в 1988 в возрасте 49 лет. Станислав Кочёлек двадцать лет провёл на судебных процессах, был оправдан за недостаточностью улик, но обвинён вновь и умер в статусе подследственного, ожидая очередного суда в 2015 в возрасте 82 лет. Богуслав Стахура умер в аналогичном положении в 2008 в возрасте 81 года. Владислав Цястонь был осуждён в 2018, умер в 2021 в возрасте 96 лет. Юзеф Барыла состоял в Клубе генералов Войска Польского, умер в 2016 в возрасте 91 года. 90-летний Стефан Ольшовский проживает с женой в Нью-Йорке.
Ни один видный представитель «бетона» не участвовал в политике последних лет ПНР и Третьей Речи Посполитой. Ни один не состоял ни в пост-ПОРП, ни в ортодоксально-коммунистических группировках. Своеобразное исключение составил Альбин Сивак (умер в 2019 в возрасте 86 лет) — он примыкал к национал-шовинистическим организациям, выступал с откровенно антисемитских позиций.
Ортодоксально-коммунистическая идеология абсолютно не востребована в Польше. «Бетон ПОРП» и его деятели воспринимаются как крайне деструктивная, антидемократическая и антинациональная сила, враждебная стране. В то же время не раз отмечалось, что деятели «партийного бетона» оценивали положение и перспективы адекватнее «прагматиков» и «либералов», типа Кищака и Раковского. Их предвидение политического разгрома в результате диалога и уступок полностью оправдалось. Однако курс, предлагаемый «бетоном», вёл к аналогичному результату, но более драматично и с более тяжёлыми потерями для страны. Поражение «бетона» во внутрипартийной борьбе 1980-х рассматривается как историческая удача Польши.
В современной польской политике сравнение с «партийным бетоном» приводится в отношении правой партии Право и справедливость (PiS) Ярослава Качиньского. При этом говорится, что PiS, в отличие от ПОРП, «не имеет либеральной фракции, являет собой „бетонный“ монолит». Ветеран «Солидарности» Ян Рулевский в беседе с российской Новой газетой (Санкт-Петербург) высказал мнение, что социально-политическая и мировоззренческая суть заключается не в ситуативной фразеологии (некоторые бывшие руководящие коммунисты примкнули к либеральной Гражданской платформе), а в номенклатурном менталитете — «ПОРПовском праве сильного».